# Franciaország építészete

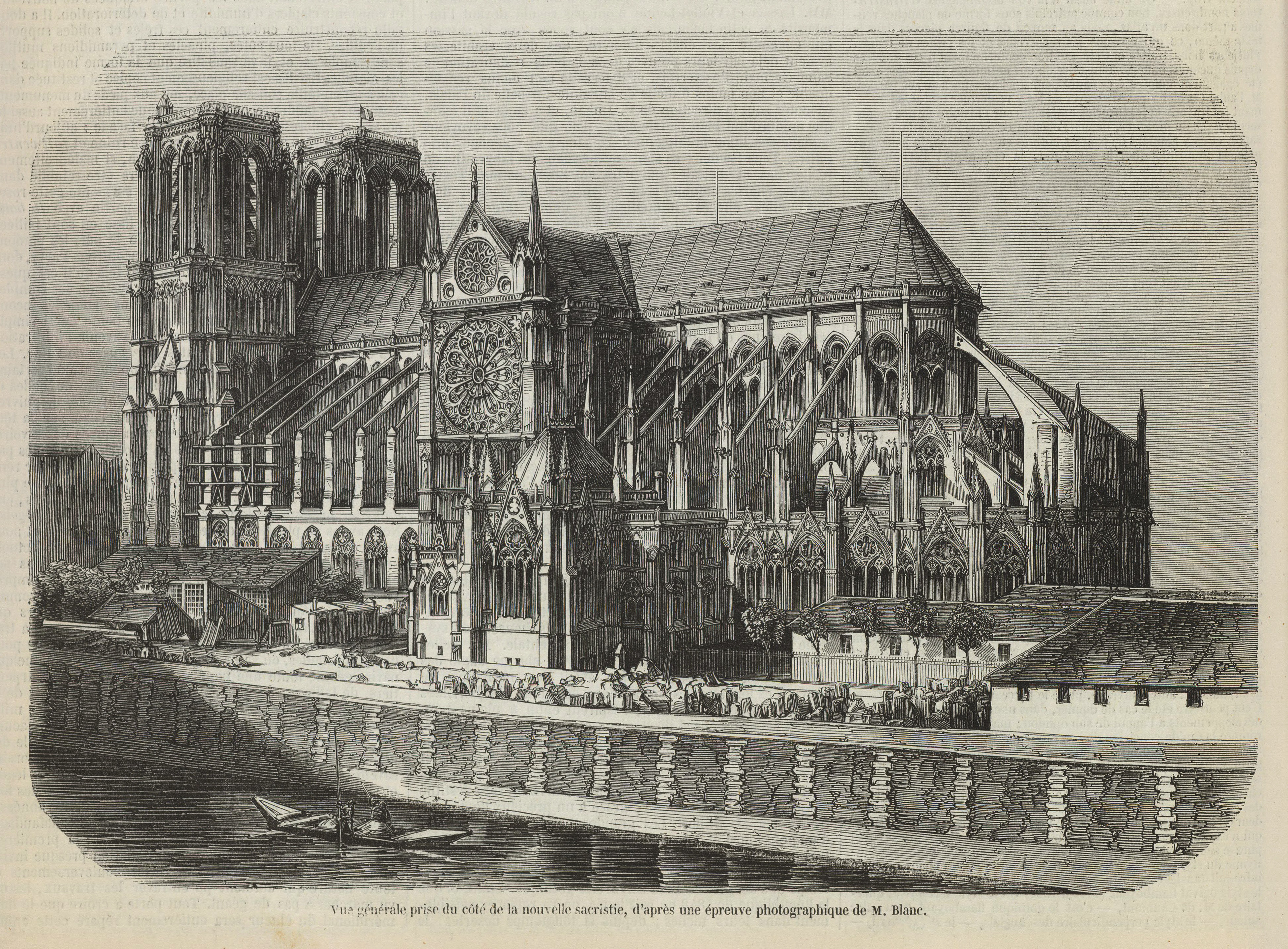
A Notre Dame 1852-es renoválása során

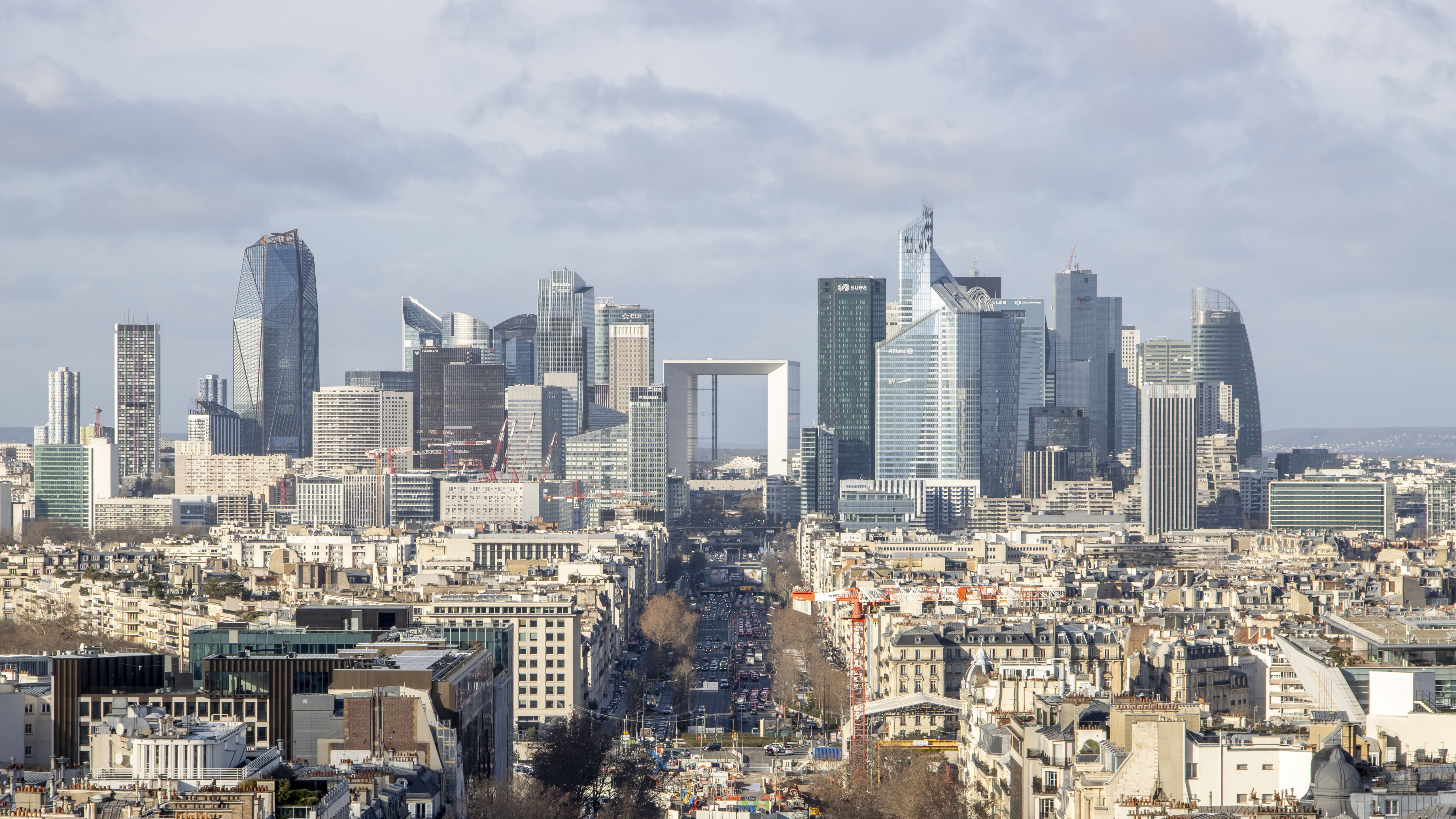
La Défense, Párizs modern üzleti negyede. A központi kapuszerű épület, a Grande Arche építészetileg csatlakozik a vele egyvonalban lévő Diadalívhez, és a Carrousel téri kisebb diadalívhez is

Franciaország építészete az összeurópai építészet kiemelkedően fontos része és egyben a francia kultúra egyik lényeges építőeleme. Az ország mai területén már az i. e. 5. évezredből fontos és látványos emlékeket hagytak a megalitikus kultúrák, többek között a Tumulus Saint-Michel és a carnaci kősorok formájában. Az egyetemes építészet későbbi korszakaiban is gyakran vezető szerepet kapott a francia architektúra. Különösen jelentős volt a hozzájárulása a gótika fejlődéséhez, majd újabb nemzetközileg is jelentős virágkort ért el a 18. században. A modern francia építészet a 21. században is a világ élvonalában áll.
A franciák már régen kiemelt jelentőséget tulajdonítanak az építészetnek az egyetemes kultúrán belül. 1671-ben alapították a francia Királyi Építészeti Akadémiát, az első ilyen intézményt a világon, 1720-ban pedig a Római Díj nevű rangos francia állami művészeti díjat és ösztöndíjat az építészet számára is elérhetővé tették.

## Előzmények

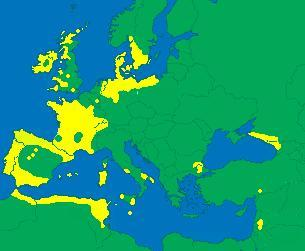
Megalitikus építészet nyomai Európában és környékén. Szinte egész Franciaország területén előfordulnak ilyen emlékek

A mai Franciaország területén a kőkorszaki megalitikus kultúrák igen sok emléke található meg,  valószínűleg a legtöbb ilyen emlék itt van a mai országok sorában. A legfontosabbak, legjellegzetesebbek talán Bretagne területén fordulnak elő, ilyenek a carnaci kősorok, valamint a középkorban Szent Mihályról elnevezett halomsír, ami az i. e. 4500 körüli évekből származik.
Máig nem ismeretes, milyen kőkorszaki nép hajtotta végre ezeket az építkezéseket, de a jelenlegi tudományos konszenzus szerint ez a népesség helyi eredetű, az utolsó jégkorszak utáni, a középső kőkorszak vadász-gyűjtögető társadalmából évezredes helyi fejlődés nyomán kialakult korai neolitikus közösség lehetett. Utánuk sok új betelepülő átvette a hatalmas kövek, építmények tiszteletét, így történt, hogy az i. e. 1. évezredben betelepült kelta-gall törzsek nyelvén maradt fenn e kőalkotások neve, a menhir (állókő), illetve a dolmen (kőasztal).

## Galloromán korszak

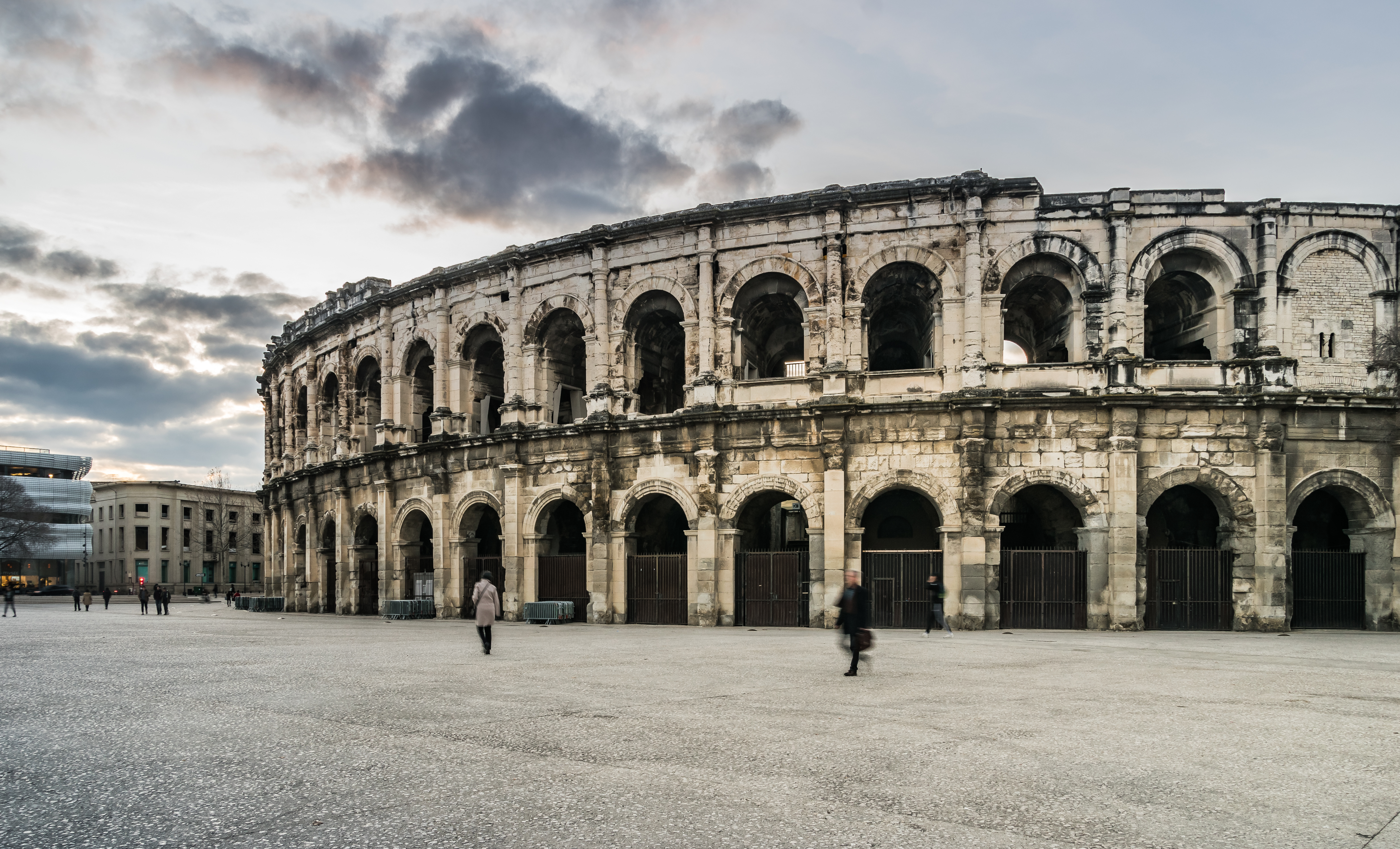
A Nîmes-i aréna

A kelták lakóépületei (csakúgy, mint az őket megelőző kőkorszaki népességeké) a mai Franciaország területén is a fából épült úgynevezett hosszúházak lehettek, amik anyaguk miatt nem maradhattak fenn, de későbbi korokból (vikingek) és más területekről elég jól ismertek. A gallok építőművészetéből az erődítményeik építésekor alkalmazott „gall falazat” emlékei ismeretesek: ezek tölgyfagerendákból és hatalmas kövekből épült falak voltak.
A római hódítás után a hódítók római stílusban emeltek nagyszabású épületeket. Ezek közül néhány jobb állapotban maradt fenn, mint itáliai előképeik. A fejlett római építészet és civilizáció legszebb, legismertebb emlékei a mai Franciaország területéről a Pont du Gard, a nîmes-i amfiteátrum, vagy az ugyancsak ottani, Augustus római császár idejében épült Maison Carrée. A helyi gall lakosság is fokozatosan alkalmazkodott a római stílusú építkezéshez.
Ezeken a példákon kívül is rengeteg római építészeti emlék található Franciaország-szerte, de ez a francia építészet szempontjából csak előjátéknak tekinthető. A legtöbb római épület elpusztult, köveikből gyakran kezdetlegesebb épületeket emeltek a középkor hajnalán. De a viszonylag épen maradt emlékek segítették a későbbi építőket saját megoldásaik kimunkálásában, az igazán franciának mondható építészet kialakításában.

## A nyugatrómai birodalom felbomlásától a 10. századig
A Nyugatrómai Birodalom bukása után az addigi Gallia, a Római Birodalom egyik legjelentősebb kulturális központja területén kibontakozott a „mindenki harca mindenki ellen” a helyi előkelők és az addigi birodalom határain túlról érkező hódítók különböző csoportjai között. Ebből fokozatosan kiemelkedtek a száli frankok, akik aztán a Meroving-dinasztiát megalapították. I. Klodvig frank király egyesítette az egykori gall területeket.

### Meroving építészet

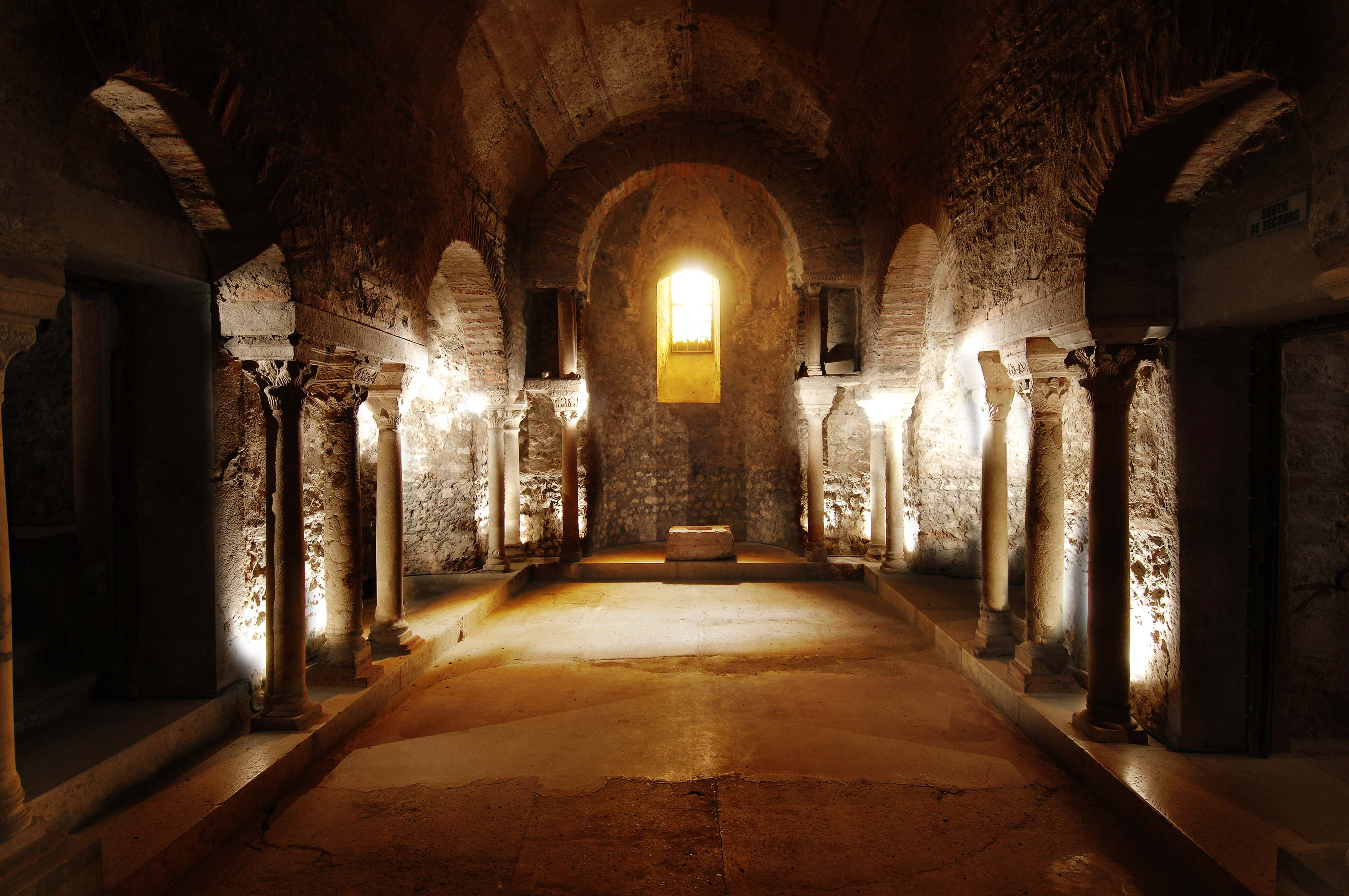
Az egykori grenoble-i Szent Lőrinc templom (ma régészeti múzeum) kriptája, a legrégibb dongaboltozat (az antik építészet után) Franciaországban

A Merovingok korában megindult a római birodalom bukását kísérő és követő hosszú belső harcokban elpusztult értékek, köztük korai keresztény templomok helyreállítása, pótlása. Elsősorban az egyházi építészetben születtek jelentős alkotások, hiszen az egyház volt a dinasztia legfontosabb támasza, és önmagában is jelentős hatalmi központ. Ebből a korból azonban teljes épületek szinte nem is maradtak fenn, mert később, a romanika és főleg a gótika virágzása idején a régebbi épületeket mind átépítették, felújították, kibővítették.
Az egyik legrégebbi emlék még a Merovingok előtt keletkezett: Saint-Bertrand-de-Comminges helységben találták meg egy 430 körül épített korai keresztény bazilika alapjait. A Poitiers-ben található Szent János-keresztelőkápolna a Franciaországban a legrégebbinek tartott fennmaradt keresztény épület, eredete a 4. század második felére, az 5. század elejére tehető. Az évszázadok során ez az épület is átalakult, ennek ellenére jól szemlélteti a meroving építészet kapcsolatait előzményeivel, de egyben bizonyos klasszikus elvek feladását is az új, önálló gondolatok jegyében. Az eredeti épület négyszög alakú, három oldalán apszissal bővített teret alkotott, a 7. században felmagasították, a 11. században előcsarnokot építettek hozzá.
A meroving templomépítészet gyakran folytatta a római bazilika-építészet hagyományait, de olyan távoli helyekről is érték hatások, mint az ókori Szíria vagy Örményország. A birodalom keleti részén gyakran építkeztek fából, de nyugaton és délen inkább a követ használták. Tours-i Szent Gergely püspök egyik munkájában beszámolt a tours-i Szent Perpetuus püspök által építtetett Szent Márton-templomról, ami az akkori frank területek szélén 120 márványoszloppal, keleti végén tornyokkal, több mozaikkal büszkélkedett. Ez a templom már a román stílus előfutára volt. A frank templomépítészet egyik újítása a névadó szentnek az oltár mögött, vagy az apszisban keresztben elhelyezett szarkofágja (vagy ereklyetartója) volt, ami először a tours-i Szent Márton-bazilikában tűnt fel. Egy sor más Meroving-kori templom alapjai ismertek a Párizs melletti Saint-Denis-ből, a kölni Szent Gereon-templomból, és a párizsi Saint-Germain-des-Prés negyed apátságából. Ezek többnyire latin kereszt alaprajzú, nyitott fa fedélszékes bazilikák voltak, és a korai keresztény építészet afrikai és kisázsiai hatásai tükröződtek rajtuk.
Egy-két kisebb épület azonban megmaradt ebből a korból is, például Fréjus és Aix-en-Provence keresztelőkápolnája. Ezek a bizánci építészet hatását mutatják, alaprajzuk négyszögbe foglalt nyolcszög. A grenoble-i Szent Lőrinc-templom kriptája, a mai Musée archéologique Grenoble Saint-Laurent apszisokkal bővített hosszúkás négyszög alaprajzú, a falak előtt álló oszlopokon nyugvó dongaboltozat fedi. Az antik építészet után ez a legrégibb ilyen boltozat Franciaország területén.

### Karoling építészet
A karoling építészet Franciaországban a 8. század derekától a 10. század végéig, a Karoling-ház uralkodása alatt kifejlődött, karoling reneszánsznak nevezett kulturális irányzat keretében bontakozott ki. Tudatos kísérlet volt a Római Birodalom építészetének folytatására, emellett nagymértékben kölcsönzött a korai keresztény és a bizánci építészetből. Emellett lényeges saját vonásokat, újításokat is hozzáadott alkotásaihoz.
A karoling reneszánsz rövid időszakában sok egyházi épületet újjáépítettek. A reimsi székesegyházban megtalálták a 9. századi templom padozatát, a saint-denis-i apátságban is előkerült a Karoling-kori bazilika alapfala. Beauvais-ban ma is nagyrészt áll az akkoriban épített háromhajós bazilika a gótikus székesegyház nyugati oldalán.
Jelentős újítás volt a 10. század közepe táján újjáépített clermont-ferrand-i székesegyháznál a szentélykörüljáró. Korábban ez csak néhány kripta esetében volt használatos. Később a körfolyosót kápolnákkal is gazdagították, és kialakult a templomok karakterisztikusan francia keleti része (ebben a korban még szigorúan tartották magukat ahhoz, hogy az oltár a templom keleti részén legyen, a főbejárat nyugaton).
Megjelent ekkoriban a nagy katedrálisok építészetében később szinte elengedhetetlen nyugati toronypár (Auxerre-i Szent Germanus-apátság, Autun-i Szent Márton-apátság), de ezek csak töredékekben maradtak fenn, illetve korabeli leírásokból ismeretesek.
A központos elrendezésű építkezést Saint-Germain-des-Prés párizsi temploma képviseli. Három oldalon patkó alakú apszis bővíti a tér középső részét, amit belül kupola, kívül torony hangsúlyoz. A templom belső terének kialakítása bizánci, egyes részletei spanyol–arab hatást tükröznek. Ezt az épületet is túlzott restaurációnak vetették alá a 19. században, de így is korának egyetlen fennmaradt központos templomépülete francia területen.

## Romanika

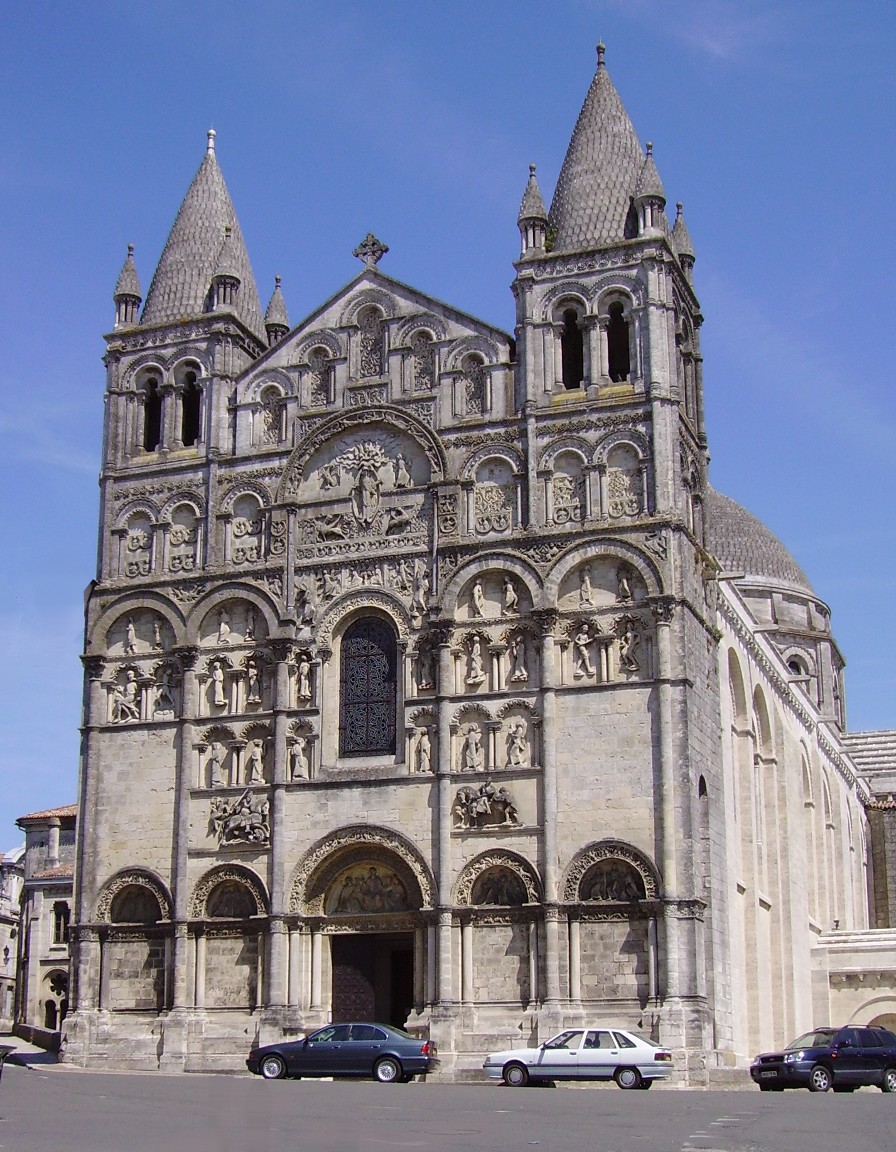
Az Angoulême-i Szent Péter-székesegyház

Nagy Károly halála után kiújultak a birodalomban a belső harcok, számos épület megsemmisült. A belső béke helyreállítása után az újjáépítés már tartósabb anyagokból, korszerű módszerekkel valósult meg. Ez a korszak tekinthető az önálló francia építészet kezdetének. Raoul Glaber, a kor és főleg az ezredforduló francia krónikása így számol be ezekről a fejleményekről:
Így történt, hogy mintegy három évvel az említett ezredik esztendő után szerte a világon, de különösen Itáliában és Galliában, elkezdődött a templomok újjáépítése. Bár nagyobbrészt jól el voltak látva és a legkevésbé sem volt szükségük rá, mégis minden keresztény nép versengett a többivel azért, hogy nemesebb templomokat emeljen. Úgy tűnt, mintha az egész föld lerázta volna magáról a régi dolgokat, és mindenütt az egyház fehér ruháját öltené fel. Végül a hívek szebbre építették át csaknem minden püspöki székhely templomát, a különböző szentek kolostorait, sőt a városok kisebb imahelyeit is.

### Korai román stílus
A kor francia társadalmában az egyház egyre fontosabb része lett a hatalomnak. Befolyását főként a szerzetesi mozgalom révén érvényesítette. Erősödött az egyházi hierarchia, a 10. századtól néhány vezető főpap már hatalmas anyagi eszközökkel rendelkezett. A román stílusú építészet egy időben fejlődött Franciaország különböző részein, de a Clunyi apátság később nagy befolyást szerzett a folyamat felett. A korai romanikát, amit „első” vagy „lombard román stílusnak” is neveznek, a vastag falak, a szobrászat hiánya és a ritmikus díszítő ívek jelenléte jellemezte. Az angoulême-i Szent Péter-székesegyház, a francia romanika egyik legszebb emléke bizánci hatást is mutat. A fő tereket kupolák fedik; ez a szerkezet nagyon vastag falak és masszív pillérek használatát tette szükségessé. Az apszis körül sugár irányban kápolnák helyezkednek el, ami jellegzetes francia megoldás lett.

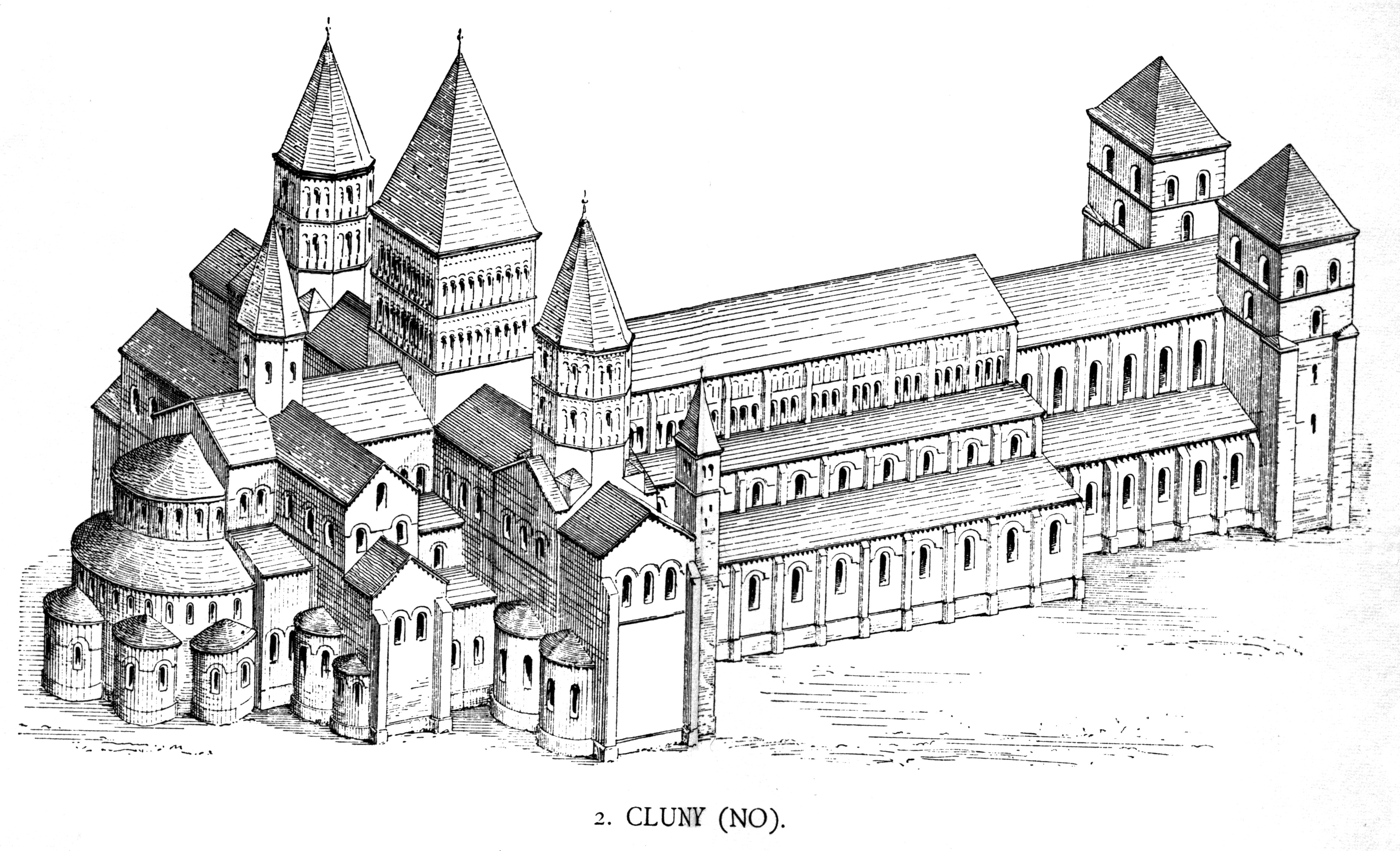
A clunyi templom rekonstrukciós rajza

Ekkoriban Franciaországban a bencések rendje volt a legnagyobb építtető. Az itáliai kezdetek után stílusuk itt teljesedett ki a burgundiai Cluny építkezéseinél. Az első templomot itt a 10. század első negyedében emelték, de már a század végén, majd a 11. század végén újra átépítették, nagyobbra és gazdagabbra alakították a hatalmas épületegyüttest, aminek ma már csak a töredéke áll. Hatalma csúcspontján Cluny csaknem ezerötszáz kolostort irányított. Építészeti szempontból a második (981-ben szentelték fel) és a harmadik templom jelentős. 1000 körül a második templom háromhajós hosszházát dongaboltozattal fedték le. A kőből épült boltozatok elterjedése igen hasznos volt, hiszen a korábbi templomok pusztulását többnyire a tűzveszélyes fa fedélszékek okozták. A clunyi dongaboltozat egyúttal kitűnő akusztikát biztosított a bencés szertartásoknál oly nagy szerepet játszó énekek számára. A monumentális hosszhajó térhatását keleten egy-egy apszissal bővített kereszthajó és háromhajós, apszisokkal záruló szentély fokozta. A kéttornyos nyugati homlokzat, valamint a hossz- és kereszthajó összemetsződése, a négyezet felett emelkedő magas harangtorony hangsúlyozta az épület össztömegét. E minta alapján – aminek eredetije szinte csak ásatásokból ismert – sok kisebb-nagyobb templom épült szerte az országban.

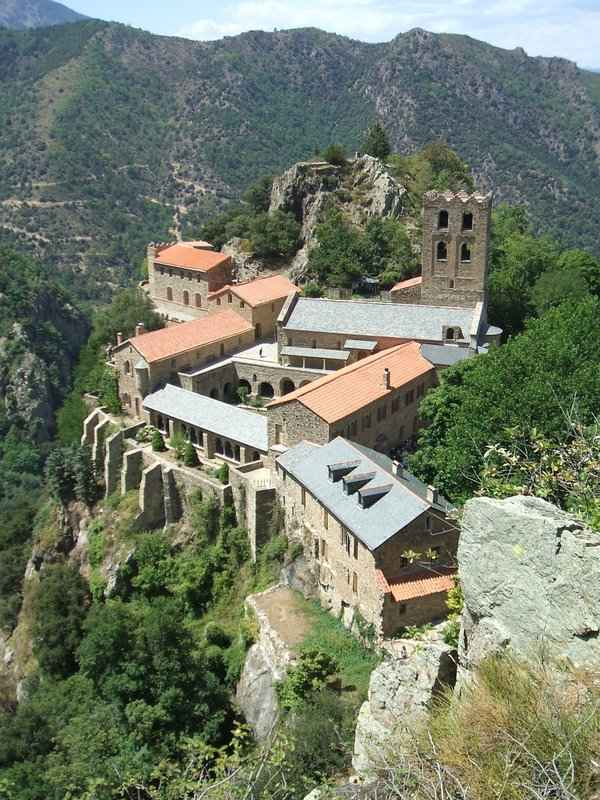
A canigou-i Szent Márton-apátság

A Pireneusokban, 1065 méteres magasságban építették korai román stílusban a bencések a Canigou-i Szent Márton-apátságot a 11. század elején. Az elszigeteltség miatt az épület viszonylag jól megőrződött, a 20. század elején jól lehetett restaurálni. A templom alsó és felső templomból áll, mindkettő esetében a három hajót kőből készült dongaboltozat fedi. Az építészek mintája a közeli spanyol templomok egyike vagy a provence-i római épületek valamelyike lehetett, a clunyi példára csak az alaprajz fő vonalai emlékeztetnek. A tér- és tömegalakítás szigorú egyszerűsége jellemző a romanikának e korai szakaszára.
A normandiai bernay-i apátság bencés kolostortemploma egyértelműen követte a clunyi alaprajzot, azonban a fő- és a kereszthajót nem dongaboltozattal, hanem hagyományos síkmennyezettel fedték be. Fontos újítás volt a trifórium megjelenése a főhajó árkádsora és a kiemelt felső ablakok között. Ez a falban kialakított körüljáró könnyítette a fal súlyát, és lehetővé tette a felső részek megközelítését. Ez a stíluselem később, a gótikus építészetben a székesegyházak szerves részévé vált.
Fontos példája még a korai román stílusnak Franciaországban a Szent Filibert-templom (Tournus), valamint a toulouse-i Saint Sernin-bazilika, az ország legnagyobb és egyik legszebb román temploma. Jellemző rá a nagyvonalú belső tér, a különböző boltozatok szellemes kombinációja és a részletek változatossága. Szép építészeti eredmény a keleti rész tisztán formált tömege és a négyezeti torony. Itt kezdődik a francia monumentális épületszobrászat, amely majd a korai gótikában ér csúcspontjára. A Saint-Sernin-bazilika hatása sok francia épületnél megfigyelhető, de még a zarándoklatok révén világhírű Santiago da Compostela-i templomot is hasonlóan építették újjá a 11. század végétől kezdve.
A kor építészeinek folyamatos kísérletezésére, tökéletesítő törekvéseire jellemző a nevers-i Saint-Étienne-templom. Itt a főhajó megvilágítása jobb, és a kitűnő 
kőanyag lehetővé tette a támaszok tömegének csökkentését. A szépen faragott kövek tényleges súlyuknál könnyebbnek tűnnek.

### Normandia
Normandia lakói hamarosan saját, helyi stílust alakítottak ki a romanika keretein belül. Erre nagy hatást gyakorolt a fejlett helyi hajóépítés, amit az ott letelepedett vikingek honosítottak meg. Mesteri famegmunkálási ismereteiket a templomok építésénél is alkalmazták. Latin kereszt alaprajzú, bazilikális felépítésű templomaikat nyitott fa fedélszékkel fedték
be, így a könnyű tető révén a támaszok vékonyabbak lehettek. A templomok nyugati homlokzatán és a négyezet felett magas tornyokat emeltek. Díszítésre sajátos, geometrikus formákat alkalmaztak, ezek később innen terjedtek el a normann hódítás után Angliában, de kelet felé is. A helyi stílus két legérettebb alkotása Caenban található: a  Hódító Vilmos által alapított férfi kolostor apátsági temploma, a Szent István-templom (Caen), és a felesége, Matilda által alapított női kolostor apátsági temploma, a Szentháromság-templom (Caen). Mindkettő latin kereszt alaprajzú volt, háromhajós hosszházzal, egyhajós keresztházzal, fa fedélszékkel, amit később kőboltozatra cseréltek. A főhajó boltozatának bordás szerkezete már átmenet a korai gótika nagy katedrálisainak boltozási rendszeréhez.

### Érett romanika

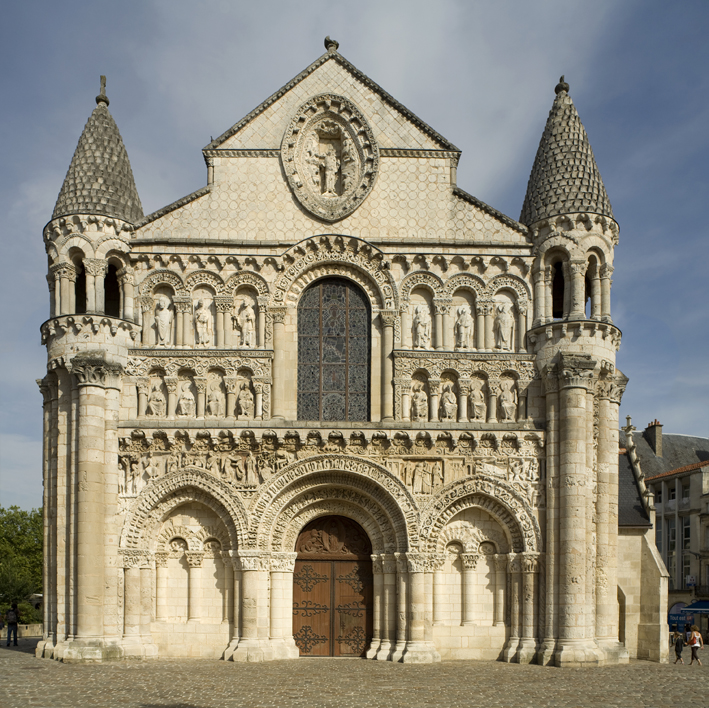
Notre-Dame-la-Grande, Poitiers

A 12. században az építészeti tudás már egyre változatosabb épületek létrehozását tette lehetővé. Az épületszobrászat is hatalmasat fejlődött. A moissaci bencés apátság kerengőjének oszlopfői bámulatos realitással „mesélik el” a bibliai eseményeket. Stílusuk sokrétű, felismerhetők benne a helyi antikvitás hatásai, a
közeli Toulouse befolyása, és a zarándokok, meg a keresztes hadjáratok által hordozott bizánci, közel-keleti, spanyol és lombard vonások is. Az épület művészettörténeti szempontból legfontosabb része a templom déli kapuzata, a 12. századi szobrászművészet kiemelkedő alkotása.
Igen jelentős építészeti szempontból a Vézelay bencés apátsági temploma is. A bencés rendre jellemző tágas tér és a gazdagon faragott oszlopfők mellett spanyol-arab hatás is megfigyelhető: a főhajóboltozat hevederíveit sötét és világos kövek váltakozásával alakították ki. Az előcsarnokból a hosszházba vezető hármas kapuzat különleges megformálása, a középső kapuoromzatnak az apostolok küldetését ábrázoló kompozíciója viszont nagy hatást gyakorolt spanyol területen is.
Poitiers nevezetes román temploma, a Notre-Dame-la-Grande a 12. század első felében épült. A három hajó közel azonos magasságú, ezért a belső tér  csarnokszerű. Szentélye sokszög körvonalú, körüljárós és három kápolnája is van. A főhajó dongaboltozatos, a nyugati homlokzat szobordíszítése rendkívül gazdag, keleti hatást mutat, az oldalhomlokzatok plasztikus sora viszont helyi sajátosság.

#### Ciszterciták
A bencések mellett a ciszterciek voltak a legtevékenyebb templomépíttetők, azonban ők nem értettek egyet a bencések gazdag díszítményeivel, stílusuk puritán, egyszerű volt. Egyik vezetőjük, Clairvaux-i Szent Bernát határozottan meg is fogalmazta bírálatát:
Nem szólok semmit templomaitok roppant magasságáról, szükségtelenül nagy hosszúságáról és szélességéről, a gondos faragásokról és festményekről, amelyek megfogják a hivő szemét és elvonják figyelmét ... mondjuk, hogy mindez lsten dicsőségére készül. Ám mint szerzetes kérdem szerzetes testvéreimtől: mondjátok meg nekem ti szegény emberek, ha valóban szegények vagytok, mire való az arany a ti szentélyeitekben? ... Az egyház aranyba burkolja köveit és mezítelenül hagyja fiait. A gazdagok szemét a szegények rovására gyönyörködteti. A kíváncsi örül, a szükséget szenvedő nem kap megkönnyülést.
A ciszterciek kolostorai, templomai roppant egyszerűek voltak, a díszítéseket szinte száműzték épületeikből. Ez a fontenayi ciszterci apátság épületén tanulmányozható leginkább. A latin kereszt alaprajzon három hosszhajó, keleten két-két négyszögű kápolnával bővített kereszthajó és egyenes záródású szentély helyezkedik el. Az egész épületben szigorú geometria uralkodik. A belső teret csúcsíves dongaboltozat fedi. Maga a szerkezet adja a tér tisztaságát. A romanika ezzel elérte azt a művészi magaslatot, amelyet meghaladni már nem lehetett. Az összegyűlt építészeti tudás további fejlődése új irányba, a gótika felé fordult.

## Gótika

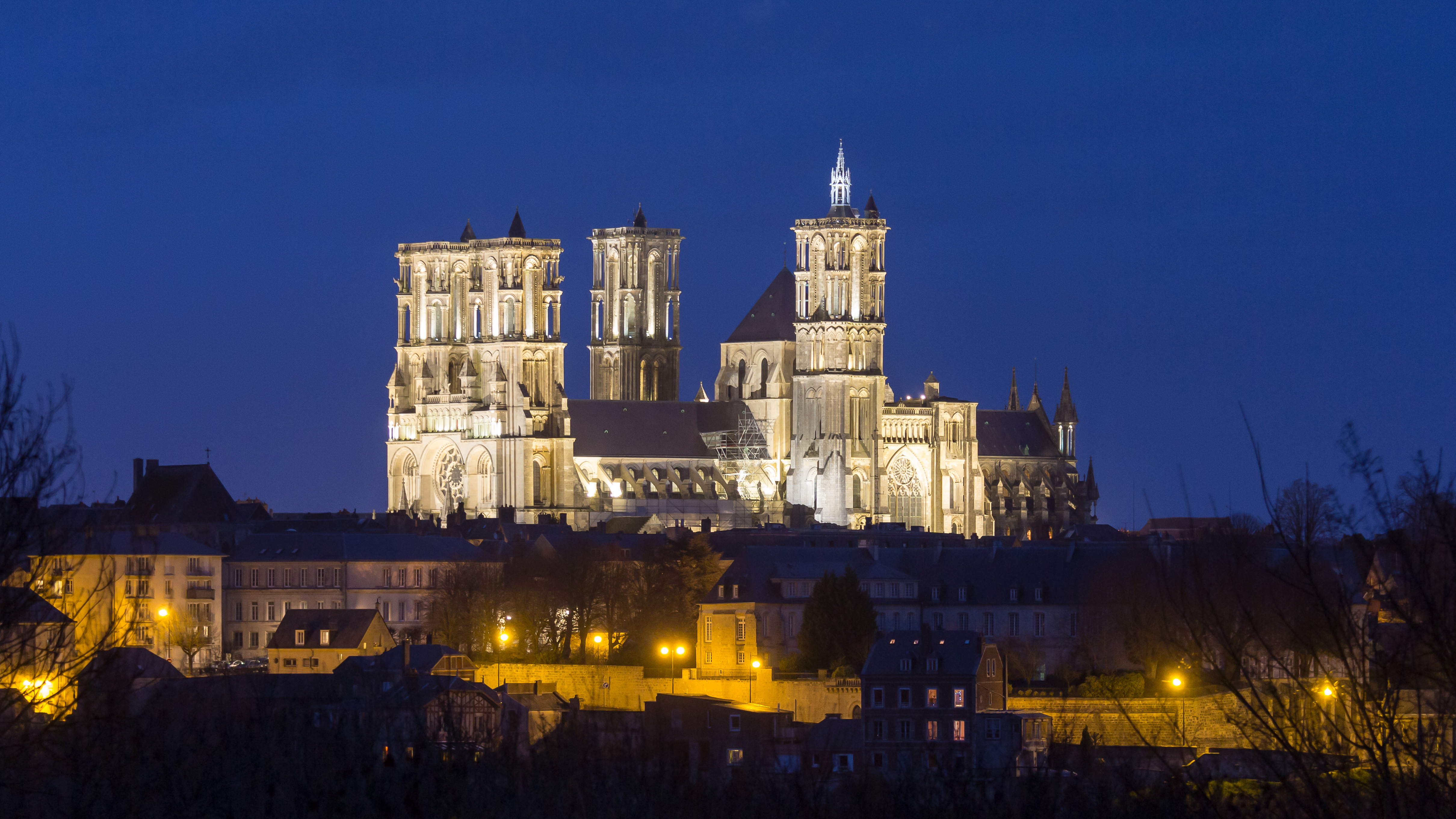
A laoni katedrális éjszakai látképe

A 11–13. századi nagy lendületű franciaországi gazdasági és kulturális fejlődés az építészetben különösen éreztette a hatását. A városi polgárság erejének növekedésével az építészet elvilágiasodott. Paradox módon a nagyszerű gótikus székesegyházak létrehozásával a városok polgársága saját hatalmát is fitogtatta.
A francia gótikus építészet az egész európai építészet egyik kiemelkedő korszaka is volt, nem csak Franciaországé. Ez a stílus négy évszázadon át, a 12. század közepétől a 16. század derekáig uralkodó volt a francia építészetben, ami különösen a templomépítészetet jelentette. A építészet történészei öt nagy szakaszra osztják:
- „korai” vagy „átmeneti” vagy „primitív” gótika  (1130–1230)
- „magas” vagy „klasszikus” gótika (1230–1330)
- „sugárzó” (rayonnant) gótika (14. század)
- „lángoló” (flamboyant) gótika (15. század)
- késő gótika (16. század)

A legtöbb gótikus katedrális igen hosszú ideig épült, ezért építészeti stílusukban általában a gótika több különböző szakaszának jellegzetességei is kimutathatók, valamint esetenként későbbi hatások, beavatkozások is.
Az építészet ebben a korban már világi szakmává változott, tapasztalt mesterek tervezték meg az épületeket és irányították az építkezést. A mester geometrikus vázlatokkal rögzítette elképzelését, ezek az egyszerű, de világos vázlatok biztosíthatták, hogy az általában hosszú ideig tartó munka ellenére a mű egységes maradjon. Villard de Honnecourt építész vázlatkönyve fennmaradt a 13. századból, ahol szinte tankönyvszerűen ismerteti az alapvető geometria, valamint a kőfaragás és az ácsmesterség fogásait.

### Korai vagy átmeneti gótika
A romanika felváltása a gótikával fokozatosan ment végbe. A korábbi súlyos faltömegeinek feloldása már a 12. század egyes épületeinél megkezdődött. A dongaboltozatok helyére Normandiában bordás szerkezetű boltozat került a főhajó fölé. Burgundiában Fontenay kolostortemplománál a félköríveket csúcsívek váltották fel. A csúcsív oldalirányú nyomása jóval kisebb, mint a félkörívé, és minél magasabb az ív, annál kisebb az oldalra átadott teher. Így a román építészet vastag falaira sem volt többé szükség; a boltozat terhét támívek és támpillérek vették át. Az új építészeti elemek új megoldásokat tettek lehetővé, és az építészek egyre merészebbé váltak. Addig elképzelhetetlen magasságú dinamikus terek jöttek létre. A nyugati homlokzatok szobordíszes kapuzatai, a csipkeszerű kőrácsok igen változatos részleteket mutatnak.
A romanika és a gótika közötti átmenetet jól illusztrálja az arles-i Saint-Trophime-katedrális, valamint a Saint-Gilles-du-Gard apátsági temploma, amelyek kapuzatai már a gótikus székesegyházak kapuinak előképei, bár az épületek egésze még egyértelműen román stílusú.

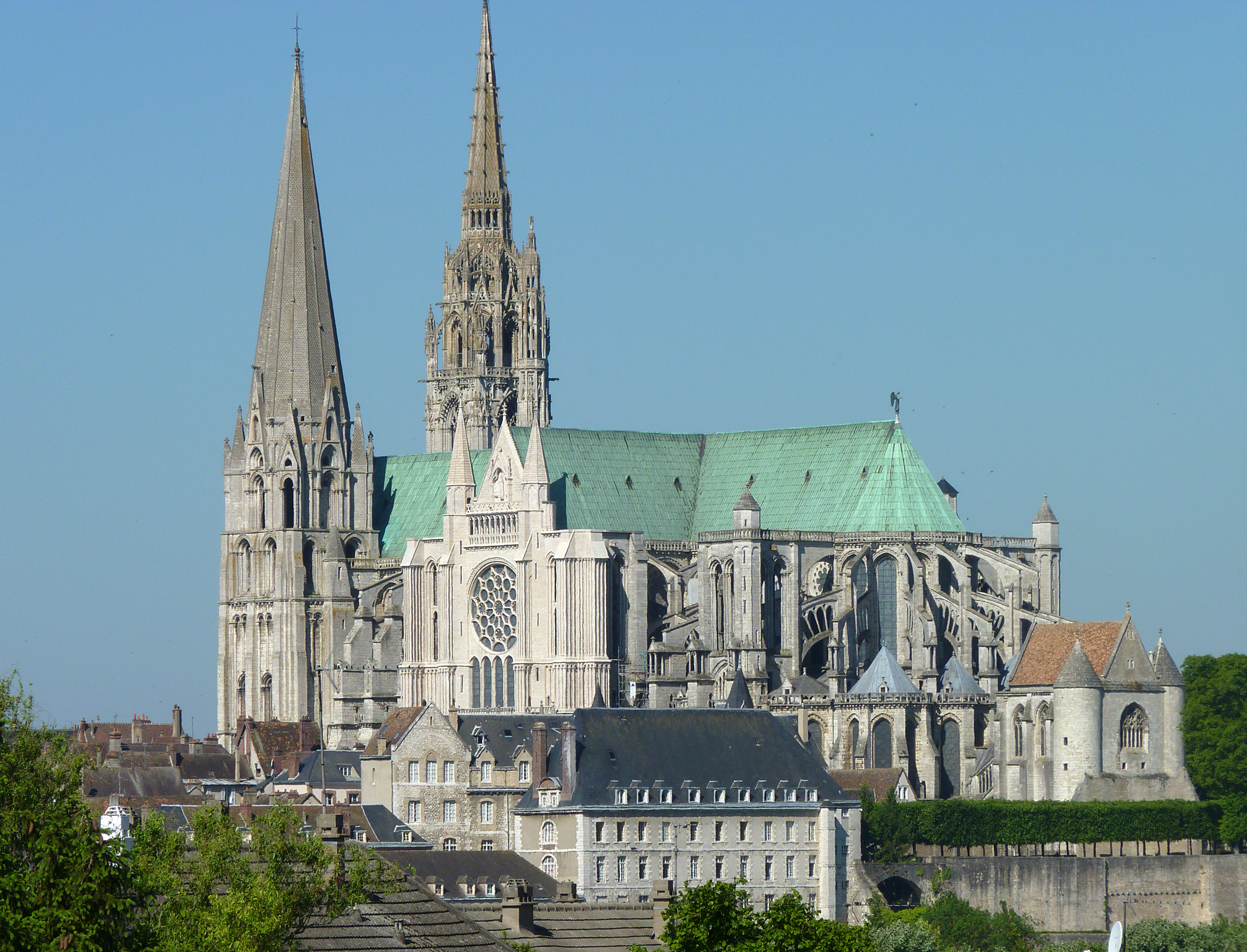
A chartres-i katedrális látképe

A gótika korai nagy alkotásai a 12. század második felében szinte kizárólag a király birtokában levő Île-de-France területén épültek. A Párizs melletti Saint-Denis-székesegyház volt az első ilyen épület. Új elemei, a homlokzat teljes szélességét átfogó hármas kapuzat és a középrészt hangsúlyozó rózsaablak a későbbiekben a francia gótikus székesegyházak karakterisztikus részévé váltak. Hamarosan következett Sens és Noyon székesegyházainak felépítése is, nyújtott háromhajós, bazilikális térszerkezettel. A főhajót eseteikben normann, hatosztású boltozat fedi, amely átlósan nagyobb, haránt irányban kisebb terhet ad át a támaszoknak, ezért az ilyen boltozatok esetében vastagabb és vékonyabb oszlopok vagy pillérek váltakoznak. Noyonban a főhajó falának román hármas felosztása helyébe négyszakaszos felépítés lép. Alul pillér-árkádsor tagolja a teret, majd a mellékhajók feletti karzat, az emporium nyílásai, ezután következik a falban kiképezett folyosó, a trifórium, és végül a felső ablaksor.
Laon székesegyháza különösen sok előremutató újítást hozott. A főhajó itt dinamikusabb, mivel a hatosztatú boltozat ellenére a hosszhajóban csaknem végig azonos vastagságú oszlopok vannak. Arányai is feszítettebbek: kétszer olyan magas, mint széles. Az épület különlegessége öt darab csaknem azonos magasságú, áttört, könnyed tornya.
Ezután következett a párizsi Notre-Dame, aminek szerkezetéből már csaknem teljesen eltűntek a romanika hagyományai, már csak a karzat utal valamelyest a román stílusú templomokra. A párizsi Notre-Dame egy nagy korszak lezárását és egy új építészeti stílus indítását jelenti. Bourges katedrálisa a párizsi mintát közvetlenül követte, de itt is történt előrelépés: elhagyták az emporiumot, és a nyugati homlokzaton öt szobordíszes kapuzatot emeltek az öt hajónak megfelelően. A következőkben a katedrálisok szerkezete egyre logikusabbá vált, a részletek finomodtak. Nagyobb előrelépés azonban csak a 13. században történt Chartres, Reims és Amiens székesegyházainál.

### Klasszikus gótika
Chartres székesegyháza a 12. század végén leégett, és csak a nyugati homlokzat híres hármas kapuzata, a „királykapu” maradt meg. Az újjáépítés gyors és sikeres volt, az építészettörténet egyik legszebb alkotása jött létre, amit gyakran francia Parthenón néven is emlegetnek. A templom alaprajza egy új típus lett, sok követővel. Belső terének tiszta harmóniáját a művészettörténészek tökéletesnek tartják. Háromhajós nyugati szára aránylag rövid, kereszthajója csaknem középre került, szentélye kettős körüljárós, kápolnakoszorús. Legjelentősebb újításainak egyike a kötött boltozási módszer megszüntetése. Itt a korábbiaktól eltérően a főhajót is keresztboltozatsor fedi, amelynek mélysége azonos a mellékhajók boltozatáéval. Így a mellékhajókkal egységes tér jött létre. További újítás a támpillérek és támívek szerkezetének továbbfejlesztése. A közelben bányászott márványkeménységű mészkőből kettős támíveket építettek, amelyek a mellékhajók karzatának igénybe vétele nélkül közvetítik a főhajó boltozati terhelését a támpillérekhez. Így a mellékhajók tetőzete lejjebb került, és a kiemelt főhajó ablakai nagyobbak lehettek. A belső felépítés ugyancsak első ízben tisztán hármas osztású lett, az árkádsor, a triforium-nyílások és az ablakok sávja áttetszővé teszik a belső tér határait. A színes üvegablakok a nap minden szakában másként világítják meg a belsőépítészeti részleteket. A szentek szobra mellett a hét szabad művészet képviselőinek realista ábrázolásai is megjelennek, köztük Püthagoraszé.
Chartres után a fejlődés leginkább a magasság növelésében, az arányok és részletek finomításában mutatkozott meg, mint a francia királyok koronázó temploma, a reimsi katedrális esetében is. A koronázás szükségletei miatt kereszthajója szinte egybeolvad a tágas szentéllyel. A főhajó keskenyebb a chartres-inál, de magasságuk azonos. Az árkád csúcsívei magasabbak, a pillérek összefogottabbak, és a boltozathoz felfutó gyámoszlopok szervesebben kapcsolódnak a pillérköteghez. Mindez fokozza a vertikális lendületet, a magasba nézve láthatóak a gazdagon faragott pillérfők. Különösen érdekes a növények ábrázolása Reimsben, fák, bokrok, repkények és virágok díszítik a pillérfőket és a nyugati homlokzat belső
oldalát. A külső kapuszobrok némelyike szinte a szobrászművészet önálló alkotásának tekinthető, először az antik római művészet óta.
Az amiens-i katedrális a reimsitől eltérően igen gyorsan épült, így klasszikus tisztaságú, egységes mű született. Ez a székesegyház a kor építészeti tudományának az összegzése, a klasszikus gótika iskolapéldája. Ezután már csak utánozni lehetett, vagy teljesen új útra térni. Amiens volt a minta Beauvais, Troyes, Narbonne, Köln és Antwerpen katedrálisainak építésekor is, de mindegyik elmaradt építészetileg a példaképtől.

### Rayonnant (sugárzó), flamboyant (lángoló) gótika

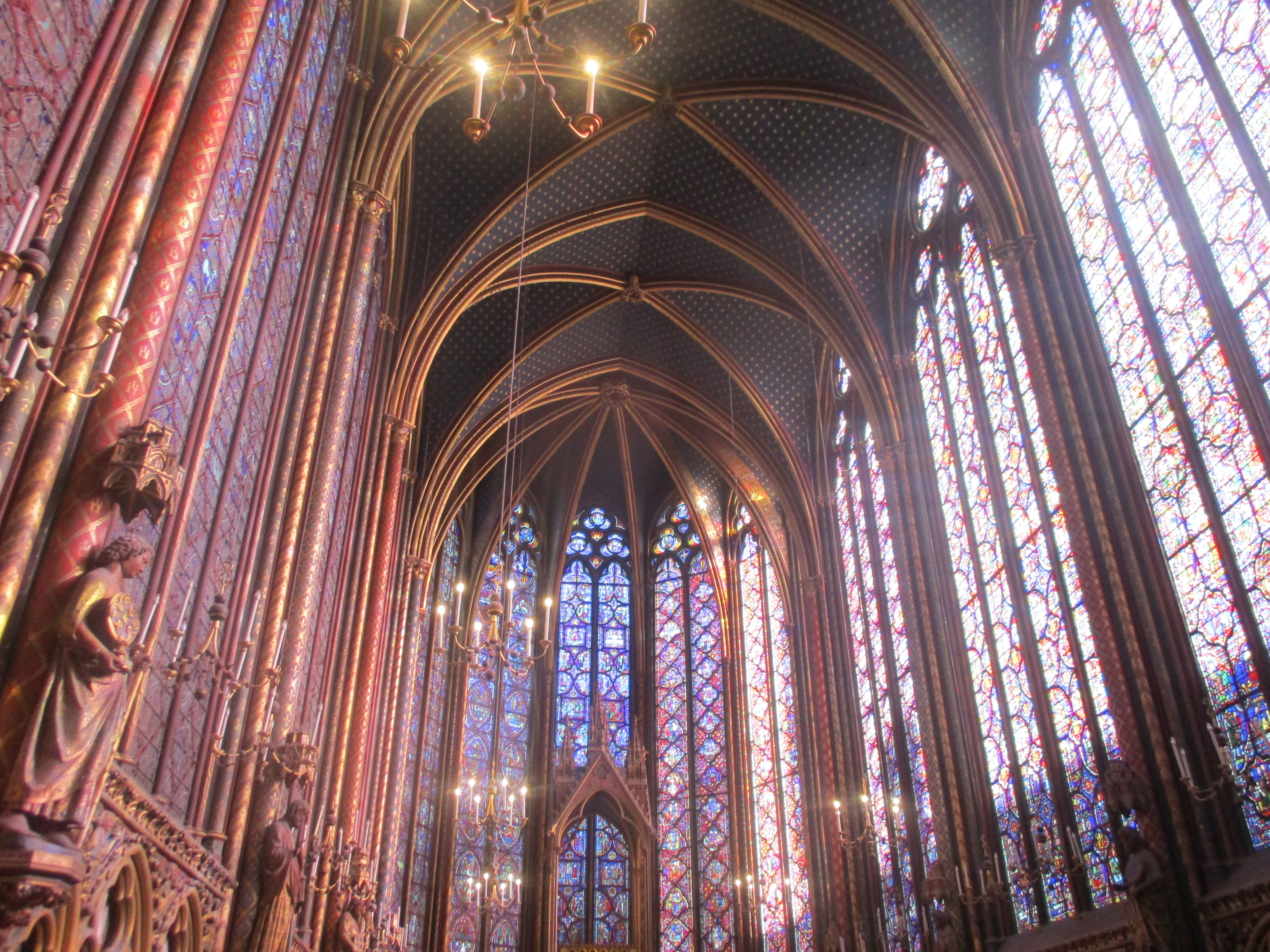
A Sainte-Chapelle részlete

A kőszerkezet teljes elvékonyítása és üvegfelületté alakítása csak néhány kisebb épületnél valósult meg, közülük a legfontosabb és legnevezetesebb a párizsi Sainte-Chapelle. Itt sikerült megvalósítani a gótikus templomépítészet végső célját, az anyagtalan, misztikus tér kialakítását. A felfutó kőbordák látszatra pálcavékonyságúak, a kápráztatóan színes, magas ablakok kőrácsa is alig foglal el felületet. A színes üvegablakok sokasága teszi lehetővé a fények gazdag játékát a belső térben, ami miatt kapta ez a stílus a „rayonnant” (sugárzó) nevet.
A Sainte-Chapelle mintáját igyekezett követni a troyes-i Saint-Urban templom. Ennek alaprajza a nagy katedrálisokéhoz hasonló, de a hatalmas üvegfelületek miatt hatása kápolna jellegű. A gótika korábbi tiszta szerkezeti logikájától eltérően itt dekoratív kőrácsok hálózata szövi át a felületeket. Ez a díszítési láz a későbbiekben odáig fejlődött, hogy a „lángoló” (flamboyant) kőrácsok mögött eltűnt az építészeti szerkezet. A „flamboyant” gótika jellegzetes példája a roueni katedrális, valamint az 1421-ben átépített Mont-Saint-Michel szigetén álló apátság, amelyet már a 11. században megalapítottak, és amely az évszázadok során számos stílusban átépítésre került váltakozó funkcióinak megfelelően.

### Délfrancia gótika

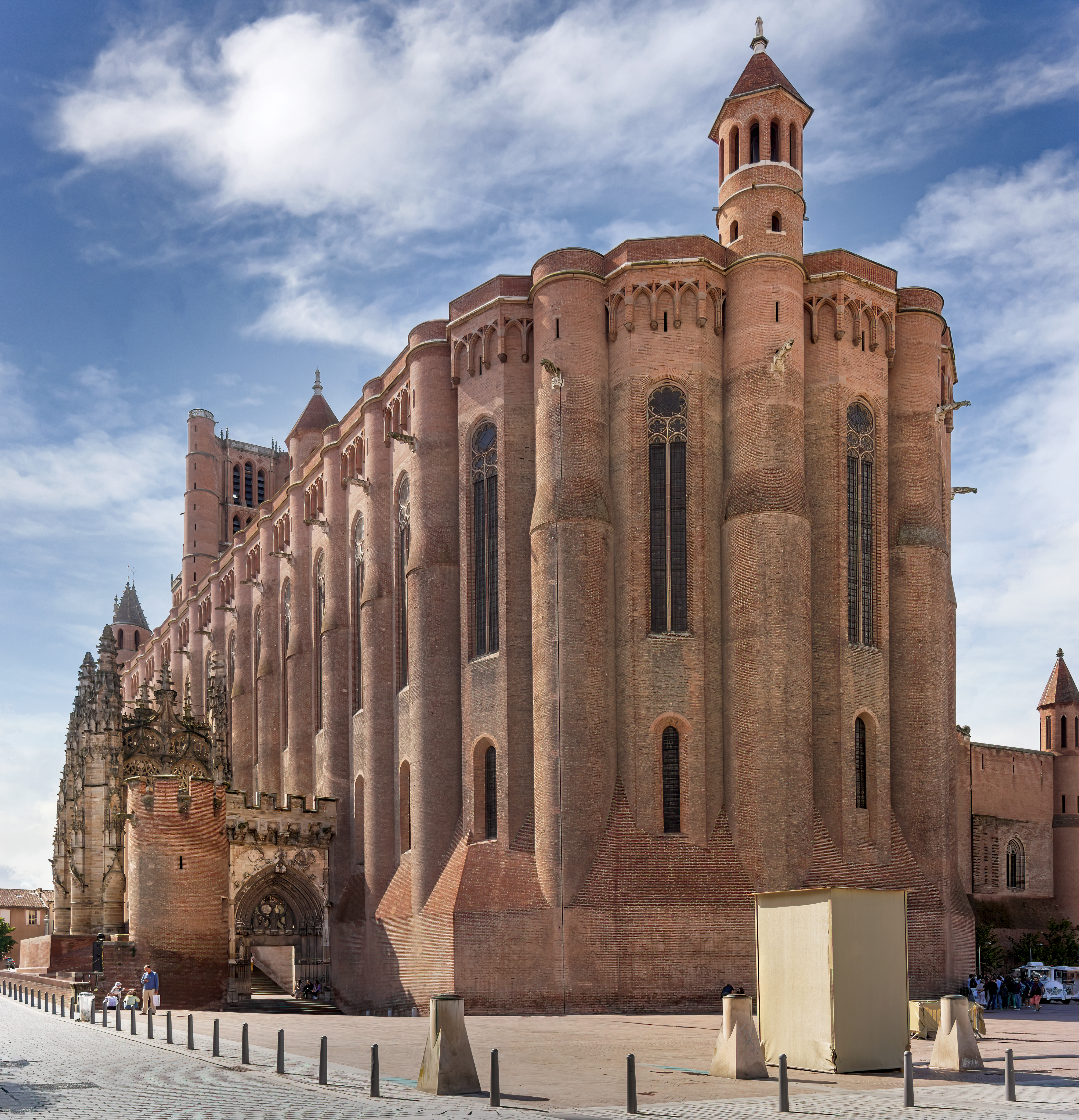
Az albi katedrális keleti vége

A délfrancia gótika fontos jellemzői a csarnoktér a bazilikális belső elrendezés helyett, tehát a tágas, egységes belső. Franciaország déli részén már a római korban gyakran építettek csarnoktereket és nagy hatása volt errefelé az itáliai gótika tágas, levegős templomainak is. A stílus jellegzetes alkotása a poitiers-i Saint-Pierre-székesegyház. Ennek három hajója csaknem azonos magasságú és szélességű, kereszthajója nincs.
A csarnoktér használata szoros összefüggésben állt a 13. század elején létrejött kolduló rendekkel, amelyek az albigens eretnek mozgalom ellen kiváló prédikátoraik segítségével küzdöttek. Ezért a templomok belső kialakításánál igen fontos szempont volt, hogy a hívek ténylegesen láthassák és hallhassák az igehirdetést. Különlegesen szép térhatásával is szolgálja ezt a törekvést a toulouse-i domonkos rendi templom, amely kéthajós, terét a boltozatig felnyúló karcsú oszlopok tagolják, az egész tér egyetlen nagy teremnek tűnik.
Az eretnekek leverése után Albiban egészen különleges templomot emeltek, kizárólag téglából. A Szent Cecília-katedrális alaprajza hosszú, keskeny négyszög, kereszthajó nélkül, két oldalán egymás fölött két sorban kápolnák húzódnak, keleti oldalán öt sokszögű kápolna zárja le. Külső képe bástyaszerű nyugati tornyával és íves támpillérsorával erődre emlékeztet. Vörös falaival a monumentális épület az albigens eretnekség elleni inkvizíciós harc jelképe lett.

### Világi gótika

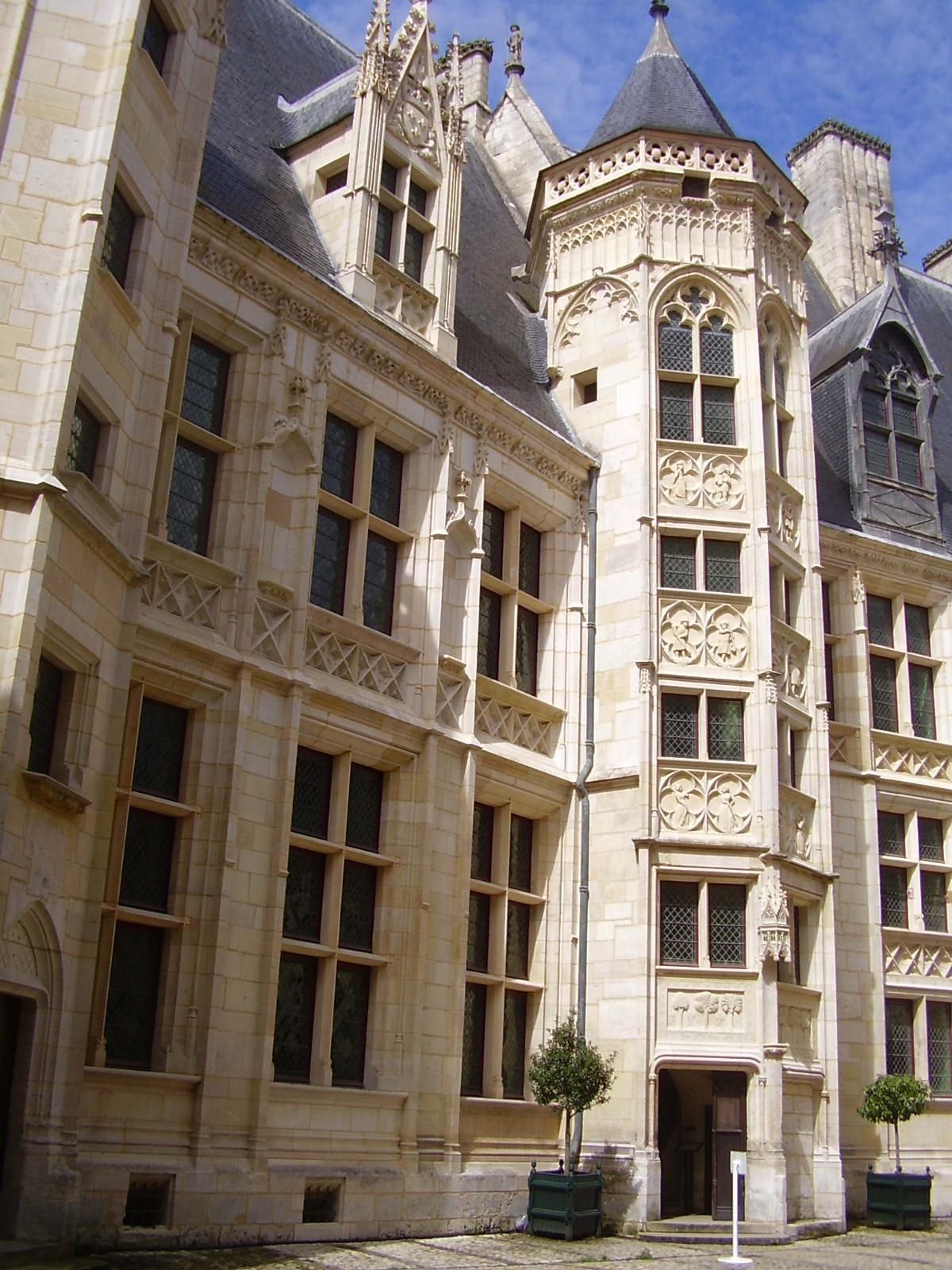
Jacques Coeur gótikus városi palotája, 1451

A gótika korában jelentős világi építkezések is folytak. Az eretnekekkel folytatott harc idején falakkal, bástyákkal körülvett városok is kialakultak. A leghíresebb közülük Carcassonne, ahol ma is állnak a 12–13. századi bástyafalak és az albigens gróf várkastélya. E korban keletkeztek Avignon városfalai és erődített pápai palotája, Európa legnagyobb gótikus épületegyüttese is. Kevésbé ismert Aigues-Mortes gótikus stílusú középkori városkája.
A 14. század végétől a gazdag városokban, különösen Párizsban a nemesek és a gazdag polgárok palotái valóban lakóépületté váltak. Párizsban a Louvre-t ekkoriban alakították át kényelmes, pompás kastéllyá. Poitiers-ban a mai Igazságügyi Palotán belül helyezkedik el a 14. század végétől átépített hercegi palota nagyterme. Bourges-ban Jacques Coeur kereskedő és bankár a 15. században felépíttette a kor egyik legszebb lakóházát, inkább palotáját. A szobákon hatalmas ablakok nyíltak, csak a tornyok csigalépcsői emlékeztetnek a kényelmetlen várépületekre. Párizsban is több hasonló főúri palota épült a 14. század végétől, de egyik sem maradt fenn.

## Reneszánsz
A 15. század végére, a 16. század elejére megerősödtek Franciaország itáliai kapcsolatai. A francia királyok hódító hadjáratokat vezettek arra, a kereskedelmi kapcsolatok is sok franciával ismertették meg az Appennini-félszigeten kibontakozó reneszánsz életformát, a humanizmus eszméit és az új művészetet. Mindennek nyomán a 16. század első felének francia építészetét a hazai hagyományok és az olasz reneszánsz formák egymásra hatása jellemezte. A késői gótika kőcsipkéi népszerűek maradtak az építtető nagyurak körében, ezért a itáliai reneszánszból is elsősorban az ornamentika, a díszítőművészet érintette meg őket. Az új francia kastélyoknál és templomoknál így továbbéltek a gótikus arányok és tömegek, de a részletek egyre inkább változtak.
Az átmeneti stílus emlékei leginkább a Loire völgyében találhatók meg. A királyok és főurak régi vadászterületein a korábbi vadászházak és régi stílusú várak helyében elkezdődött a nagyszerű kastélyok építése. Először a régi várkastélyokat építették át. Amboise vagy Chaumont-sur-Loire kastélyai még nem sokban különböznek a középkori váraktól, de a bástyák között már nagyobbak az ablakok, az építészek inkább a díszes, mint a harcias elemeket hangsúlyozták. De így is előfordult, hogy egy-egy új épületrészletnél is győzedelmeskedett a gótika. Châteaudun várkastélyánál például a 12. századi öregtoronyhoz a 15. század vége felé épített szárnyon a „lángoló”, flamboyant gótika vonásait mutató szárnyépületet emeltek.

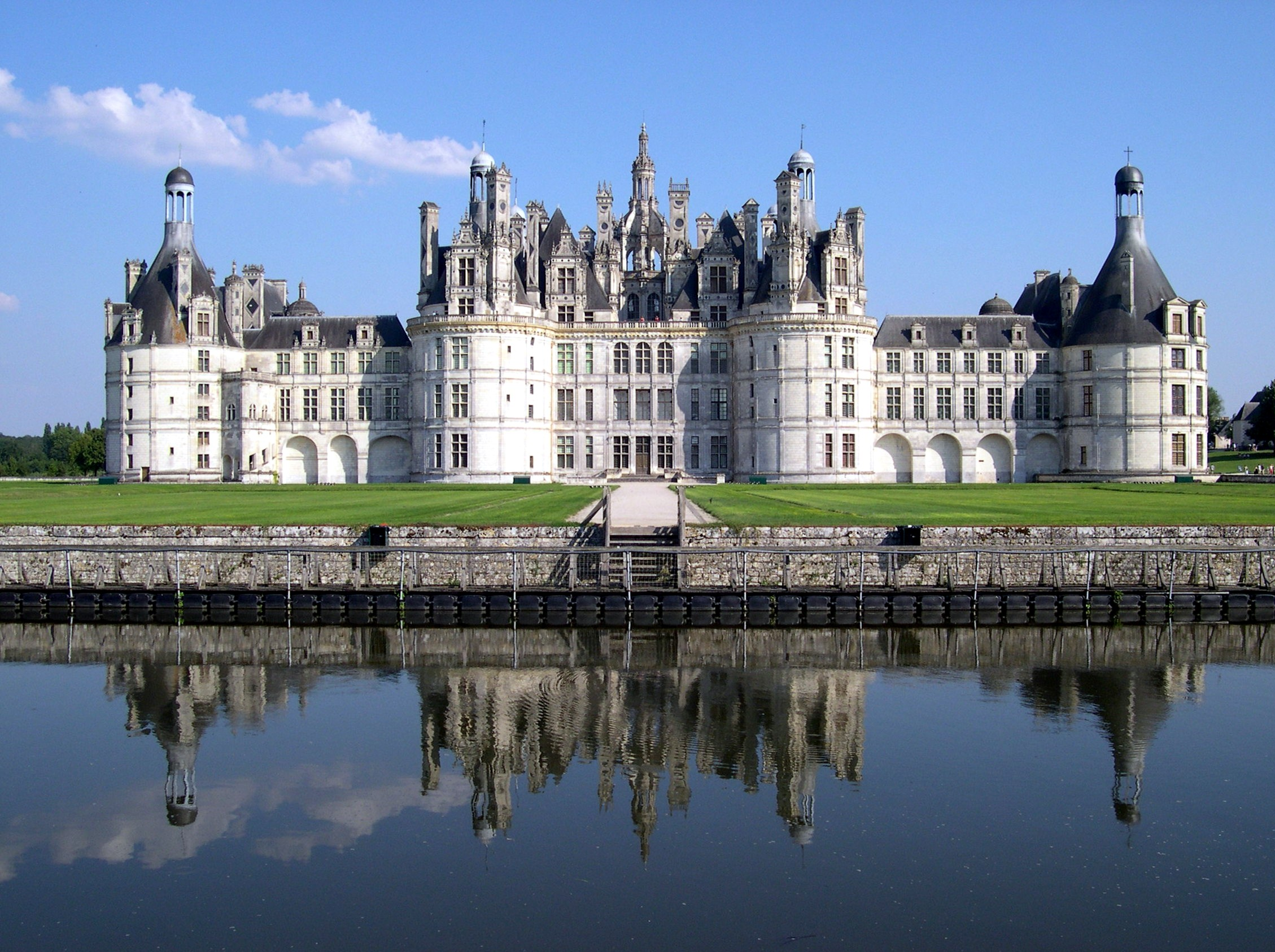
A chambord-i kastély

A párizsi Saint-Eustache-templomot sokan Párizs egyik legszebb templomának tartják. Építése 1532-ben kezdődött, amikor a reneszánsz már szinte uralkodóvá vált a művészetekben, és csak száz év múlva fejeződött be, stílusában mégis erősen jelen van a gótika.  Öthajós az alaprajza, kápolnakoszorús kettős szentélykörüljáróval, bazilikális felépítése és támív-támpilléres megtámasztása jellegzetesen gótikus, részletei azonban már reneszánsz díszítésűek. Mind a belsejében, mind a külsején összefonódott a hagyományos francia gótikus szerkezet az importált itáliai formákkal. Hasonló gótikus-reneszánsz egyveleg épült Caenban a Saint-Pierre-templom szentélyénél. Az épület szerkezete késő gótikus jellegű, merész és bonyolult, de részelemeit itáliai reneszánsz motívumok díszítik. Mindez azt mutatja, hogy a francia építészek nehezen szakadtak el a tökéletessé fejlesztett gótikus szerkezetektől.
A világi kastélyoknál hamarabb megtörtént a stílusváltás. A Loire völgyében egymás után épült kastélyok jól mutatták a változást. A blois-i kastély új részei még a 16. század legelején épültek, részletformái még erősen gótikusak. Chenonceaux, Azay-le-Rideau és a chambord-i kastély esetében azonban már sokkal jelentősebb változások figyelhetők meg. Ezek esetében a kényelmes lakás iránti igény felülkerekedett a korábbi szempontokon: a szobákat egy központi előcsarnokból lehet megközelíteni, az emeletre csigalépcső helyett egyeneskarú lépcső vezet fel. A lakó szükségleteit előtérbe helyező alaprajzok, a kecses tömeg és az elegáns homlokzatok megváltozott életformát jeleznek.
A francia reneszánsz egyértelmű olasz hatásra bontakozott ki, egyes nagy építkezéseknél, így a fontainebleau-i kastélynál is itáliai művészcsoportok vették kezükbe az irányítást. A francia művészeknek meg kellett küzdeniük az elismerésért, de idővel sikerrel jártak, és létrejött az önálló francia reneszánsz építészet, olyan képviselőkkel, mint Philibert Delorme, Pierre Lescot, a Louvre építésze vagy Jean Bullant. A fontainebleau-i kastély is végül iskolát teremtett a francia művészetben, nagy hatást gyakorolt a 16. század második felének francia intérieur-művészetére és festészetére.
Franciaország építészetének középkori szakasza a 16. század derekán lezárult és új korszak indult, új építészeti gondolatokkal és a megváltozott igényeknek megfelelő új formákkal.

## Francia barokk avagy klasszicizmus

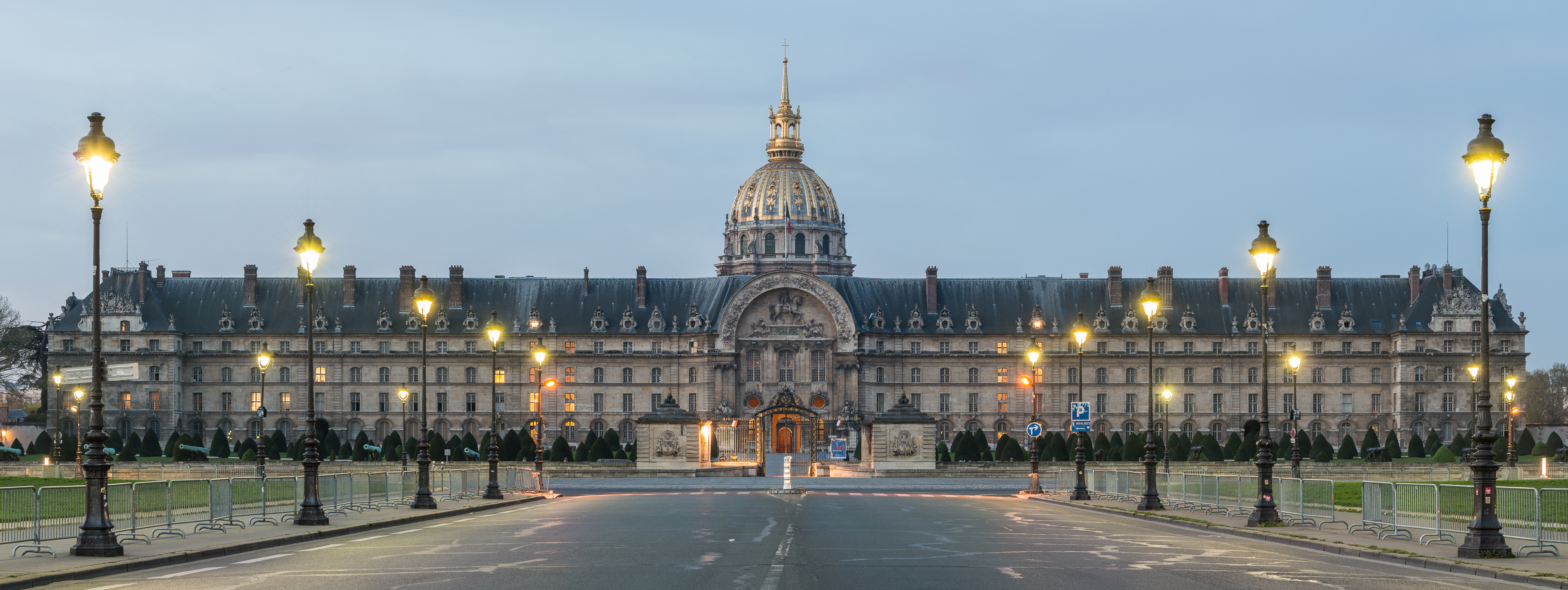
Az Invalidusok északi homlokzata

A francia barokk építészet, amit időnként francia klasszicizmusnak is neveznek, a 17–18. századi nagyhatalmi Franciaország nagy hatalmú uralkodóinak (XIII., XIV. és XV. Lajos) idején virágzott fel. Elődjéhez, a francia reneszánszhoz hasonlóan az itáliai fejlemények, az ottani barokk építészet inspirálta, de hamarosan kialakult önálló művészete, aminek jellemzői a szabályosság nagyobb szerepe, a nagyszabású homlokzatok, az oszlopok és kupolák alkalmazása volt, amelyek mind a király nagyságát voltak hivatottak hangsúlyozni. A stílus legfontosabb példái a Nagy-Trianon palota és maga a versailles-i kastély, valamint a Les Invalides Párizsban. Később a stílus könnyedebbé vált, majd megkezdődött a kovácsoltvas-díszítések és a rocaille alkalmazása, ami már a rokokónak a főleg a díszítőművészetekben megmutatkozó irányzatához tartozik. Ekkoriban alakították ki Párizs és más francia városok monumentális köztereit is, mint a Place Vendôme és a Concorde tér, valamint ekkoriban készült el a Champs-Élysées, Párizs és egyben Franciaország leghíresebb sugárútja. Ez a stílus alapvető befolyást gyakorolt a 18. század európai építészetére, a versailles-i palotát és az ottani barokk kertet Európa-szerte lemásoltatták az uralkodók.
A korszak nagy építészei voltak Jacques Lemercier, Richelieu bíboros kegyeltje, Salomon de Brosse, aki a Luxembourg-palota elsőépítője volt, majd nehéz természetű, nyakas francia tanítványa, François Mansart, és Louis Le Vau, aki már fiatalon a király elsőépítésze lett. Le Vau közel tíz éven át dolgozott Versailles-ban, a belső díszítőmunka irányítója Charles Le Brun lett. XIV. Lajos azonban nem volt teljesen elégedett a nagyság, a francia „grandeur” megjelenítésével az épület révén, ezért aztán Jules Hardouin–Mansart lett a palota főépítésze.

### Francia építészeti elmélet a barokk korában
Az 1671-ben alapított francia Királyi Építészeti Akadémia eszmei hajtóereje az itáliai barokkal szembeni ellenérzés volt. A testület feladatául szabták, hogy dolgozza ki a jó és szép építészet szabályait, és neveljen építészeket a király szolgálatára. Alapelve az volt, hogy a művészet megtanulható a megfelelő szabályok alkalmazásával, és ezeket a szabályokat logikus elemzéssel fel lehet tárni. Gondolkodásuk összhangban állt a descartes-i szemlélettel, amely szerint a geometriai forma minden szépség alapja. François Blondel lett az Építészeti Akadémia első igazgatója, aki mint matematikus és mérnök-katona nagy tapasztalatokra tett szert az erődépítésben, majd diplomataként külföldön is gyarapította ismereteit. Elméletének lényege, hogy az építészet alapja a természet és az észszerűség. Az észszerűség döntő eleme a szimmetria, amely a szépséget közvetíti. A szépség forrásai az arányok, amelyeket abszolút érvényű szabályok határoznak meg. Az arányokat némiképp befolyásolhatja az emberi alkat, a mozgás, az éghajlat, de a legfontosabbak a matematikailag kiszámítható összefüggések.
Blondel elmélete nem különösebben eredeti, alapjait már az ókori Vitruvius is megfogalmazta, és később sokan alkalmazták, fejlesztették, de ő merevebb volt elődeinél. Az arányok szépségét az oszloprendek függvényévé tette, a szó szoros értelmében kőbe fagyasztotta. Egyúttal elfordult a francia építészet múltjától, és elítélte a gótikát. A transzcendentális eszmeiségű gótika elvetése azzal is összefüggött, hogy nem lehetett alkalmas a Napkirály isteni mivoltának sugalmazására. Az itáliai barokk bírálata pedig a francia nemzeti önérzetre vezethető vissza.
A francia építészeti akadémia képzési módszere pedig teljesen új volt, lényegében megvetette a modern építészeti képzés alapjait. A hallgatóknak az elmélet tanulmányozásával párhuzamosan gyakorlatot is kellett szerezniük az építés minden munkafolyamatában. Megerősödött az épületek szerkezetére összpontosító szemlélet: Colbert megbízta az akadémia tanárait, hogy foglalkozzanak a vas építészeti alkalmazásának lehetőségeivel.
A 18. század utolsó évtizedeinek nagy francia építkezései jól tükrözték a hivatalos elméletet: az ünnepélyesen nyugodt kompozíciók tudatosan megkülönböztették magukat az itáliai barokk festői, dinamikus alkotásaitól. A visszafogottan elegáns homlokzatok mögött ugyanakkor páratlanul gazdag díszítésű enteriőrök rejlenek. A belsőépítészet terén a franciák ekkor vették át a vezetést Itáliától.

## Rokokó

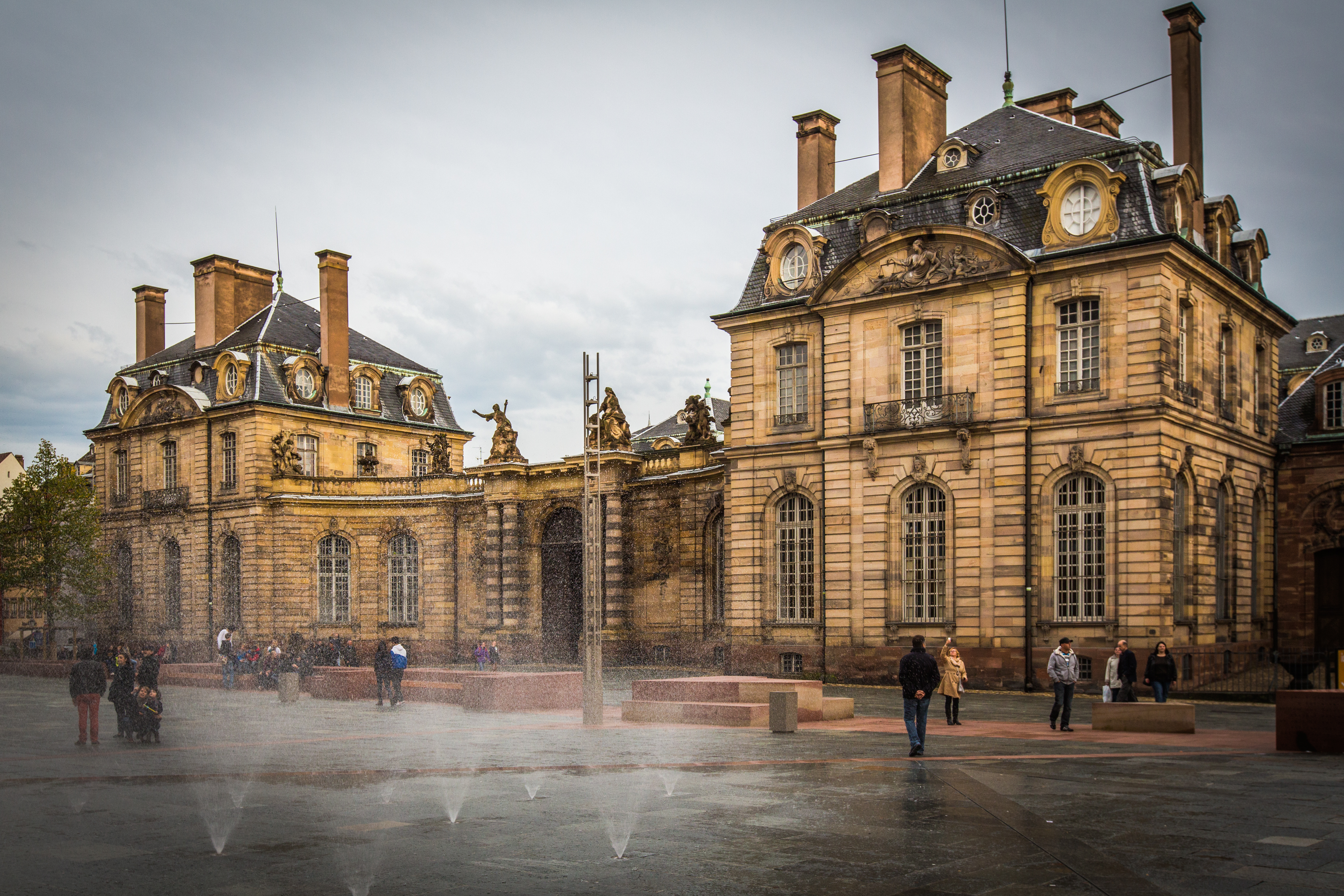
A strasbourgi Rohan-palota

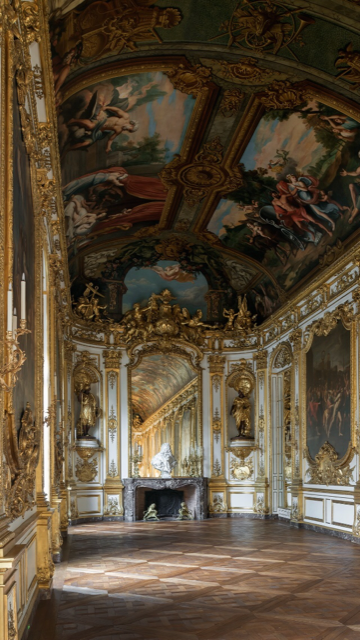
A rokokó Galerie Dorée a mai Banque de France épületében

A 18. század elején, a fiatal XV. Lajos helyett uralkodó Orléansi Fülöp régens (1715–1723) idején a francia állam gazdasági nehézségei felerősödtek. Az Anglia és a Habsburg-ház elleni háborúk miatt kiürült az államkincstár, a néptömegek éheztek és lázongtak, azonban a régens és környezete változatlanul költekezett. A társadalmi elit divatos stílusirányzata az elsősorban a belsőépítészetre, díszítőművészetre kiterjedő rokokó lett, avagy ennek a rövid, francia régens-stílusnak nevezett szakasza. Ebben a korban jelent meg a gazdagok házaiban az önálló fürdőszoba.
A művelt társadalmi körök merev, akadémikus vitáit ekkoriban a szellemesen bíráló, kötetlen eszmecserék váltották fel, és érlelődni kezdtek a felvilágosodás eszméi. Az építészetben előtérbe kerültek a kényelem, a lakáskultúra és a belső pompa szempontjai a külső nagysággal szemben. Voltaire ezt az életérzést így fogalmazta meg:
Felőlem mind sirathatják a balgák
a múlt időket, az arany korát,

Saturnus és Rhea földi birodalmát,

ősszüleinknek paradicsomát.

Én a természetnek elégedetten

adok hálát, hogy e korban születtem.

Mit ócsárl nálunk sok bús lázadó,

profán korunk erkölcsömnek való.

Szeretem fényét, sőt a puhaságát,

örömeit, miket művészi báj ád,

tisztaságát, ízlését, csínjait,

s minden fiát, ki így gondolkozik.
E stílus alkalmazása során a tér építészeti tisztasága, áttekinthetősége megmaradt, de a párkányok és a pilaszterek elvékonyodtak; az oldalfalak ritmusát a finoman keretezett táblák határozták meg. Az ornamentika elemei nagyon változatosak lettek: hadi trófeák, vadászjelenetek, allegóriák, stilizált növények és sokféle más, akár távol-keleti ihletésű díszítőelem fordult elő. A burjánzó rokokó díszek alatt idővel teljesen eltűnt a tektonikus építészeti rend. A szimmetria tudatos elvetése tovább fokozta a formák mozgalmasságát. Az épületek külső megjelenése viszonylag egyszerű maradt. A főkapu kissé hangsúlyosabb díszítésén kívül többnyire csak az ablakok szép rajzú rácsai és a plasztikus zárókövek élénkítették a homlokzatot. Az ebben a korban már egyre nagyobb számban épülő, magas bérházak stílusa is hasonló lett.
A francia rokokó külföldön is nagy sikert aratott, az ország „exportterméke” lett. Rengeteg francia építész és dekoratőr dolgozott külföldön; Nagy Péter cár személyesen vitte magával új fővárosa, Szentpétervár francia tervezőjét és több díszítőművészt; számos német fejedelemségben is franciák lettek a vezető építészek. 
A rokokó legnevesebb francia mesterei között volt Robert de Cotte, a Galerie dorée és a strasbourgi Rohan-palota alkotója, valamint Germain Boffrand, a páratlan fantáziájú rokokó építész. A rokokó városépítészet kiemelkedő példája Nancy három belvárosi terének összekapcsolása, egységes, csaknem színpadias megjelenítése, Emmanuel Héré munkája.

## Neoklasszicizmus
A rokokó tobzódó díszítőművészetével párhuzamosan fennmaradt az igény a klasszikus, nemes egyszerűségre is. Az irányzat egyik fő képviselője, Jacques-Ange Gabriel műveiből klasszikus egyszerűség árad. Nagy hatással volt rá az itáliai kései reneszánsz mester, Andrea Palladio is. Egyik nevezetes mesterműve a versailles-i parkban álló Kis-Trianon, amely kitűnik az egész korabeli építőművészetből elegánsan egyszerű kompozíciójával. A kortársak az épület tömegének és homlokzatainak megformálásában a görög szépségeszményt ismerték fel; a mai szakírók viszont a modern tervezés csíráira is rábukkanhatnak a szobák funkcionális csoportosításában. Gabriel a század vége felé bekapcsolódott a forradalom előtt fellendülő bérlakás-építkezésekbe is. Párizs ekkoriban rohamosan átalakult; a szegények kiszorultak a központból, ahol bérpaloták sora épült a gazdagok számára.
Jacques-Germain Soufflot, a Panthéon mestere eklektikusabb, nyugtalanabb irányzatot képviselt a neoklasszicizmuson belül. Fő művében sikerült ötvöznie az antik méltóságot a gótika szinte anyagtalan lebegésével.
A 18. század 70-es éveitől néhány évtizedre megerősödött a romantikus klasszicizmus építészeti mozgalma. Nagyban hatott rá az akkoriban szárnyait bontogató régészet, az angolkert tájépítészete, de a francia abszolutizmus hanyatlása, a francia társadalom feszültségei is. Étienne-Louis Boullée és Claude-Nicolas Ledoux a tiszta geometrikus tömegek és az egyszerű antik formák egyesítésére törekedtek. Boullée 1784-ben tervezett egy Newton-emlékművet, ami egy hatalmas gömb lett volna, benne a csillagos égboltot idéző világítással. Ledoux párizsi palotákat, majd városkapukat, illetve vámházakat tervezett. Utóbbiakból négy is fennmaradt Párizsban, ezek erőteljes, kifejező formákkal utalnak rendeltetésükre. Fő törekvése az volt, hogy megmutassa az épület funkcióját a formájával, egy különös, idealista, misztikus társadalomfilozófia alapján.
Victor Louis a bordeaux-i nagyszínház épületével járult hozzá a kor építőművészetéhez, és ez az épület aztán legalább másfél évszázadon át a színházépítészet típusalkotó példája lett.

## 19. század

A Diadalív

Az 1789-es nagy francia forradalom természetesen nem kedvezett az építészetnek, sőt helyenként egyenesen elvett belőle: ekkor semmisült meg többek között a börtönként funkcionáló Bastille erődítmény is, amelyet még 1383-ban építettek. Később azonban az új belső rend helyreállásával, Napóleon uralmával új korszak kezdődött, amely hasonlóan az előzőekhez, „uralkodói stílusok” kialakulásához vezetett az építészetben. A 19. század során a számos politikai fordulat következtében gyorsan váltották egymást a francia építészetben a különböző stílusok vagy inkább divatok, mint például az empire, de az építészet mint művészet fejlődése tulajdonképpen megtorpant, különösen, ha például a festészethez hasonlítjuk. Az új technikai lehetőségek által lehetővé vált szerkezetek elrejtőztek a különböző korábbi stílusokból összeválogatott építészeti „kosztümök” mögött, például a neobarokk Opera vagy a középkorból merítő Sacré-Cœur.

### Napóleon és az építészet
Napóleon építészeti törekvései szinte kizárólag Párizsra korlátozódtak. Nagyszabású tervei voltak, kormányzati, nevelési, kereskedelmi központokat, győzelmi emlékműveket, diadalutakat, hidakat, közműveket akart építtetni, ezekből azonban kevés valósult meg. Felépült négy híd, megújultak a Szajna rakpartjai, megnyitották az Ourcq-csatornát a város vízellátásának javítására. A legnagyobb sikereket a számára legfontosabb területen, a francia dicsőség, a gloire megörökítésében érte el: 
elkészült egy sor díszes közkút, felállították az emlékoszlopot a Châtelet és a Vendôme téren; felépült a Carrousel diadalív a Louvre és a Tuilériák között, elkezdték az Étoile téri Diadalívet. Végül ez lett Napóleon korának a legkiemelkedőbb emlékműve. 1806-ban kezdték el Jean François Chalgrin tervei alapján, de csak 30 év múlva fejezték be. A napóleoni parancsra emelt alkotás végül a nemzet emlékműve lett. Városképi jelentősége kiemelkedő.
Napóleon építészei is folytatták  a IV. Henrik városépítési tevékenysége óta kialakult hagyományt, az egész terek és utcák egységes homlokzatú kialakítását. A Concorde tértől induló másfél kilométeres, azonos négyszintes homlokzatokkal szegélyezett rue de Rivoli (Rivoli utca) képet ad arról, hogy milyen lehetett volna a császári Párizs, ha Napóleon álmai megvalósulnak.

### A második császárság kora
A Bourbon-restauráció idején kevés jelentős építészeti tevékenység folyt. A második császárság idején, 1852 és 1871 között az addig nagyrészt középkori Párizst igazi világvárossá alakították át. A lenyűgöző munkálatok irányítója Georges Eugène Haussmann volt. III. Napóleon nagyrészt politikai okokból vágott bele az építtetésbe, és a 70 000 embert foglalkoztató munkák valóban enyhítették a társadalmi feszültségeket. Két évtized alatt többszörösére nőtt a csatornahálózat, az aszfaltozott járdák hossza, nagyot bővültek a zöldterületek. Tágas útvonalak nyíltak a zsúfolt negyedekben, nagy középületeket emeltek.
Az építkezéseken egyre jobban előtérbe kerültek a vasszerkezetek. A középkori épületek híres restaurátora, Eugène Viollet-le-Duc is konstruktív-racionális elveket hirdetett írásaiban. A vas szépsége mindenekelőtt Henri Labrouste alkotásain tűnik elő. Az akadémikus hagyományokkal szemben racionális elveket vallott, és nyíltan megmutatta a vasszerkezetet. 1862-től építette fel a Nemzeti Könyvtár olvasótermét, ahol merészen és igen magas esztétikai színvonalon alkalmazta az öntöttvas oszlopokat és boltozatokat.

### III. Köztársaság
A porosz–francia háború és a Párizsi Kommün után az új francia polgári kormányzat a gyarmatosítás felgyorsításával, építkezésekkel és világkiállításokkal is igyekezett helyreállítani az ország tekintélyét. Kiemelkedett az 1889-es világkiállítás, melyen megépült a hatalmas Gépcsarnok, az építészet történetében első ízben ötvözve az acélszerkezet és az üveg szépségét. A Gépcsarnokot 1910-ben lebontották, de az Eiffel-torony ma is emlékeztet erre a világkiállításra. Az 1900-as világkiállításra a századforduló francia Beaux-Arts építészet stílusában épült üveg-acél-kő Grand Palais kiállítási csarnok pedig ma is Párizs egyik ékessége.

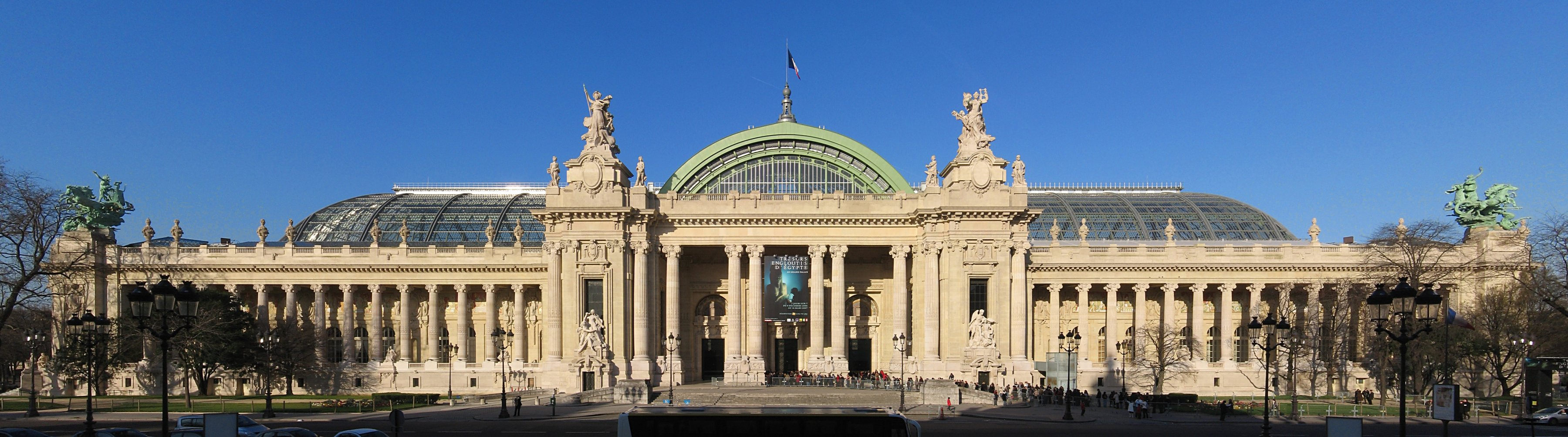
A párizsi Grand Palais kiállítási csarnok (1897–1900)

A modern építészeti módszereket azonban gyakran „szégyellték”  az építtetők, ezért előfordult, hogy a vasszerkezeteket korábbi építészeti formákkal borították be. A gyártás folyamatának modernizálása aztán ahhoz vezetett, hogy a századfordulón elterjedt art nouveau neves francia képviselője,
Hector Guimard (1867–1942) már sorozatban előállított öntöttacél elemekből készítette bonyolult növénydíszes párizsi metrólejáróit.

## A vasbeton – a modern építészet forradalma

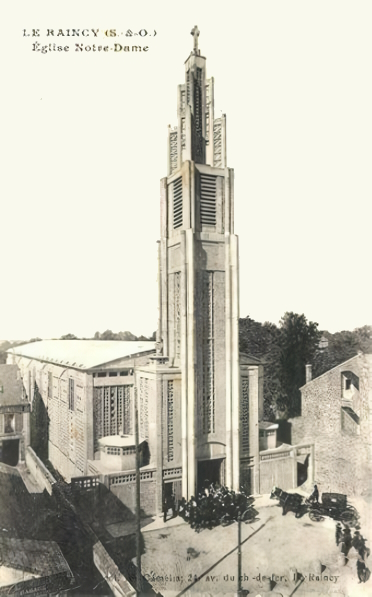
Vasbeton szerkezetű templom, Auguste Perret alkotása, Le Raincy

A vas és a beton ötvözésének  lehetőségét már 1849-ben felfedezte Joseph Monier kertész, aki többek között virágládákat készített vasbetonból. Az építészek csak a 20. század elején kezdtek komolyabban foglalkozni ezzel az anyaggal, Auguste Perret révén. Két úttörő jelentőségű alkotása magasan kiemelkedik munkásságából: 1902-ben megépítette a világ első vasbeton vázas lakóházát, amivel nagy sikert aratott: sok új megbízatása között volt a Théâtre des Champs-Élysées vasbetonvázas, szecessziós épülete is. Két évtizeddel később hozta létre másik építészettörténeti jelentőségű művét, a Notre-Dame-templomot Le Raincy városkában. A hagyományos elrendezésű, háromhajós templom sokrétűen és vonzó szépséggel mutatja be a vasbeton építészeti lehetőségeit. Példája széles körben hatott.
Perret mellett a francia építészek közül a 20. század elején Tony Garnier, a merész álmodozó emelkedett ki elsősorban az eszményi modern ipari városra vonatkozó terveivel.
Auguste Perret ifjú rokona és egy ideig tanítványa volt Le Corbusier, akinek a munkássága döntően hatott a modern építőművészet kibontakozására. Az építészet egészét akarta megújítani, egyes műveit is az eszményi modern város részeként alkotta meg. A második világháború után még inkább kibontakozott a tehetsége. A vasbeton alkalmazásával „kollektív” lakóházakat épített, amelyekben az egyéni lakás eszméjét egyesítette a közösségi élet praktikus lehetőségeivel. Legfontosabb ilyen háza Marseille-ben épült 1942 és 1952 között, 337 kétszintes lakással, üzletsorral, a lapos tetőn óvodával, játszótérrel és sportlétesítményekkel.
Az építészet, amely mint művészet korábban is meglehetősen kevéssé ismerte el az országhatárokat, a 20. század második felére teljesen nemzetközivé vált. A nagy építészek világszerte alkottak, mint Le Corbusier, a modern művészeti törekvésekbe pedig nemzeti vonásokat csak nagyon erőltetetten lehet belelátni, vagy akkor, ha az illető építész szándékosan tér vissza, legalább jelzésszerűen, egy-egy korábbi hagyományhoz. Párizs nagyszabású modern városnegyede, a La Défense, úgy nemzetközi, hogy egyben francia, sőt igazán párizsi is, pedig legjellegzetesebb épületének, a Grande Arche-nak (1989) tervezői dánok voltak.
Ennek az új nemzetközi építészetnek egyik kiemelkedő alkotása a Louvre üvegpiramisa (1989), a kínai-amerikai I. M. Pei alkotása, vagy a Pompidou központ (1977), ami Renzo Piano és Gianfranco Franchini olasz, valamint Richard Rogers angol tervezők munkája nyomán lett Párizs modern építészetének egyik büszkesége. Ugyanakkor francia építészek sora ért el nagy sikereket a világ számos országában, mint például Jean-Marie Charpentier, aki az ultramodern Sanghaji Nagyszínházat (1998) tervezte.
A francia és a nemzetközi építészet szerves összefonódása a 21. században tovább folytatódott, kiteljesedett.

## Fordítás
- Ez a szócikk részben vagy egészben  a   French architecture című angol Wikipédia-szócikk ezen változatának fordításán alapul.  Az eredeti cikk szerkesztőit annak laptörténete sorolja fel. Ez a jelzés csupán a megfogalmazás eredetét és a szerzői jogokat jelzi, nem szolgál a cikkben szereplő információk forrásmegjelöléseként.